# Dekanat stoliński
Dekanat stoliński – jeden z ośmiu dekanatów wchodzących w skład eparchii pińskiej i łuninieckiej Egzarchatu Białoruskiego Patriarchatu Moskiewskiego.

## Parafie w dekanacie
- Parafia św. Paraskiewy Piątnicy w Bereźnem
  - Cerkiew św. Paraskiewy Piątnicy w Bereźnem
- Parafia Świętej Trójcy w Białouszy
  - Cerkiew Świętej Trójcy w Białouszy
- Parafia Narodzenia Najświętszej Maryi Panny w Buchliczach
  - Cerkiew Narodzenia Najświętszej Maryi Panny w Buchliczach
- Parafia Narodzenia Najświętszej Maryi Panny w Choromsku
  - Cerkiew Narodzenia Najświętszej Maryi Panny w Choromsku
  - Kaplica Narodzenia Najświętszej Maryi Panny w Choromsku
- Parafia Podwyższenia Krzyża Pańskiego w Chotomlu
  - Cerkiew Podwyższenia Krzyża Pańskiego w Chotomlu
- Parafia Ikony Matki Bożej „Krzew Gorejący” w Chwedorach
  - Cerkiew Ikony Matki Bożej „Krzew Gorejący” w Chwedorach
- Parafia św. Jerzego Zwycięzcy w Dawidgródku
  - Cerkiew św. Jerzego Zwycięzcy w Dawidgródku
- Parafia Kazańskiej Ikony Matki Bożej w Dawidgródku
  - Cerkiew Kazańskiej Ikony Matki Bożej w Dawidgródku
- Parafia Narodzenia Najświętszej Maryi Panny w Dubieńcu
  - Cerkiew Narodzenia Najświętszej Maryi Panny w Dubieńcu
- Parafia Opieki Matki Bożej w Dubienieckim Borze
  - Cerkiew Opieki Matki Bożej w Dubienieckim Borze
- Parafia św. Mikołaja Cudotwórcy w Duboju
  - Cerkiew św. Mikołaja Cudotwórcy w Duboju
- Parafia św. Paraskiewy Piątnicy w Glince
  - Cerkiew św. Paraskiewy Piątnicy w Glince
- Parafia Świętej Trójcy w Horodnie
  - Cerkiew Świętej Trójcy w Horodnie
  - Cerkiew św. Mikołaja Cudotwórcy w Horodnie
- Parafia św. Mikołaja Cudotwórcy w Korotyczach
  - Cerkiew św. Mikołaja Cudotwórcy w Korotyczach
- Parafia św. Jerzego Zwycięzcy w Ladcu
  - Cerkiew św. Jerzego Zwycięzcy w Ladcu
- Parafia Świętych Kosmy i Damiana w Łutkach
  - Cerkiew Świętych Kosmy i Damiana w Łutkach
- Parafia Narodzenia Pańskiego w Maleszewie Wielkim
  - Cerkiew Narodzenia Pańskiego w Maleszewie Wielkim
- Parafia św. Serafina z Sarowa w Mańkowiczach
  - Cerkiew św. Serafina z Sarowa w Mańkowiczach
- Parafia św. Marii Magdaleny w Olhomlu
  - Cerkiew św. Marii Magdaleny w Olhomlu
  - Cerkiew Zmartwychwstania Pańskiego w Olhomlu
- Parafia Zmartwychwstania Pańskiego w Olmanach
  - Cerkiew Zmartwychwstania Pańskiego w Olmanach
- Parafia Zaśnięcia Najświętszej Maryi Panny w Olpieniu
  - Cerkiew Zaśnięcia Najświętszej Maryi Panny w Olpieniu
- Parafia św. Paraskiewy Piątnicy w Olszanach
  - Cerkiew św. Paraskiewy Piątnicy w Olszanach
  - Cerkiew św. Julianny Holszańskiej w Olszanach
- Parafia Narodzenia św. Jana Chrzciciela w Osowej
  - Cerkiew Narodzenia św. Jana Chrzciciela w Osowej
  - Cerkiew św. Michała Archanioła w Widziborze
- Parafia św. Jana Kronsztadzkiego w Otwierżycach
  - Cerkiew św. Jana Kronsztadzkiego w Otwierżycach
- Parafia Świętej Trójcy w Ozdamiczach
  - Cerkiew Świętej Trójcy w Ozdamiczach
- Parafia Opieki Matki Bożej w Płotnicy
  - Cerkiew Opieki Matki Bożej w Płotnicy
  - Kaplica Opieki Matki Bożej w Sitycku
- Parafia Narodzenia Najświętszej Maryi Panny w Radczysku
  - Cerkiew Narodzenia Najświętszej Maryi Panny w Radczysku
  - Cerkiew św. Dymitra Sołuńskiego w Kołodnie
  - Cerkiew św. Michała Archanioła w Owsiemirowie
- Parafia św. Michała Archanioła w Remlu
  - Cerkiew św. Michała Archanioła w Remlu (stara)
  - Cerkiew św. Michała Archanioła w Remlu (nowa)
  - Kaplica Opieki Matki Bożej w Moczuli
- Parafia św. Michała Archanioła w Rublu
  - Cerkiew św. Michała Archanioła w Rublu
  - Cerkiew Obrazu Chrystusa Zbawiciela Nie Ludzką Ręką Uczynionego w Rublu
- Parafia św. Mikołaja Cudotwórcy w Ruchczy 1
  - Cerkiew św. Mikołaja Cudotwórcy w Ruchczy 1
  - Cerkiew Zaśnięcia Matki Bożej w Ćmieniu 2
- Parafia Opieki Matki Bożej w Rzeczycy
  - Cerkiew Opieki Matki Bożej w Rzeczycy
- Parafia św. Apostoła Jana Teologa w Siemihościczach
  - Cerkiew św. Apostoła Jana Teologa w Siemihościczach
- Parafia Opieki Matki Bożej w Stachowie
  - Cerkiew Opieki Matki Bożej w Stachowie
- Parafia Wniebowstąpienia Pańskiego w Stolinie
  - Cerkiew Wniebowstąpienia Pańskiego w Stolinie
- Parafia św. Michała Archanioła w Strudze
  - Cerkiew św. Michała Archanioła w Strudze
- Parafia św. Proroka Eliasza w Terebieżowie Dolnym
  - Cerkiew św. Proroka Eliasza w Terebieżowie Dolnym
- Parafia Zmartwychwstania Pańskiego w Terebliczach
  - Cerkiew Zmartwychwstania Pańskiego w Terebliczach
- Parafia Narodzenia Pańskiego w Tołmaczewie
  - Cerkiew Narodzenia Pańskiego w Tołmaczewie
- Parafia Świętej Trójcy w Turach
  - Cerkiew Świętej Trójcy w Turach
  - Kaplica Świętej Trójcy w Chorsku
- Parafia św. Proroka Eliasza w Wielemiczach
  - Cerkiew św. Proroka Eliasza w Wielemiczach
- Parafia św. Mikołaja Cudotwórcy w Woroniach
  - Cerkiew św. Mikołaja Cudotwórcy w Woroniach

## Galeria

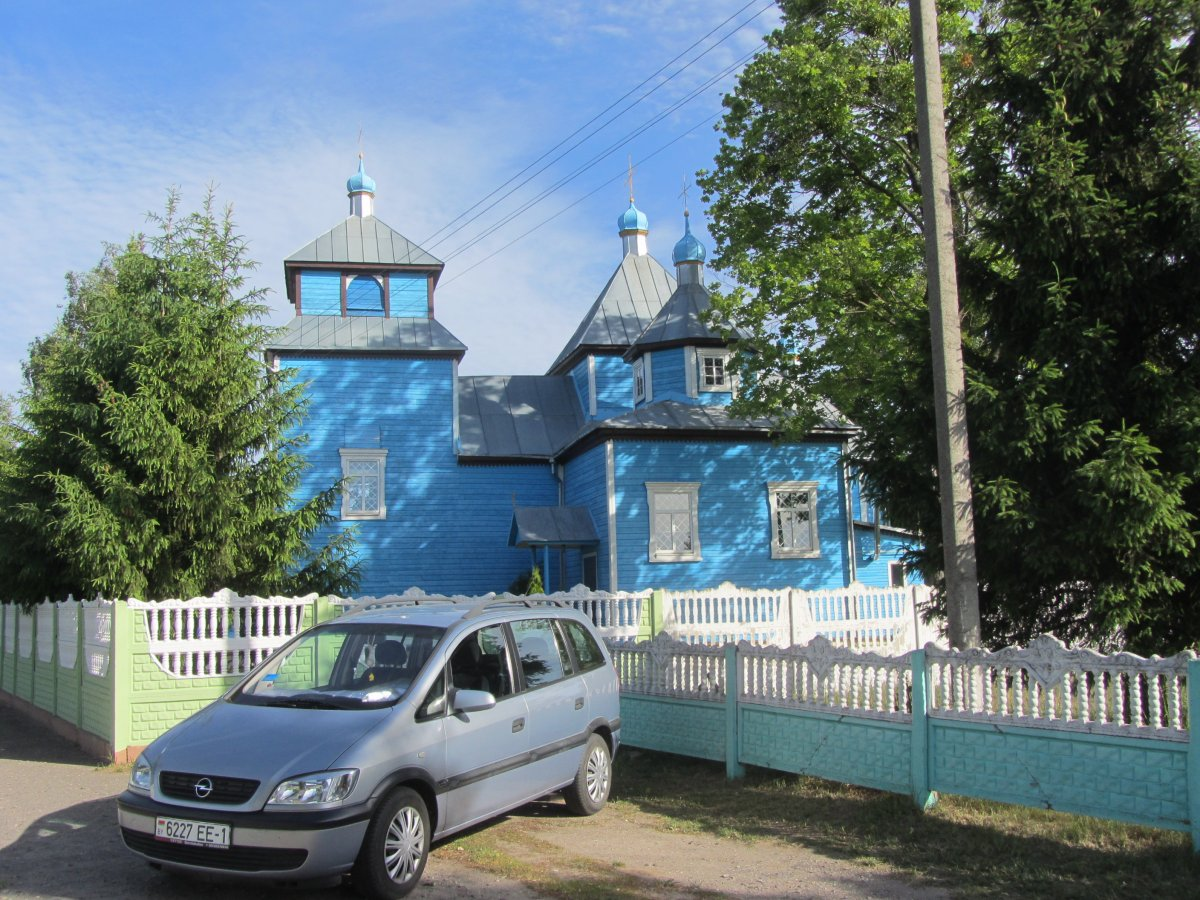
Cerkiew św. Paraskiewy Piątnickiej w Bereźnem
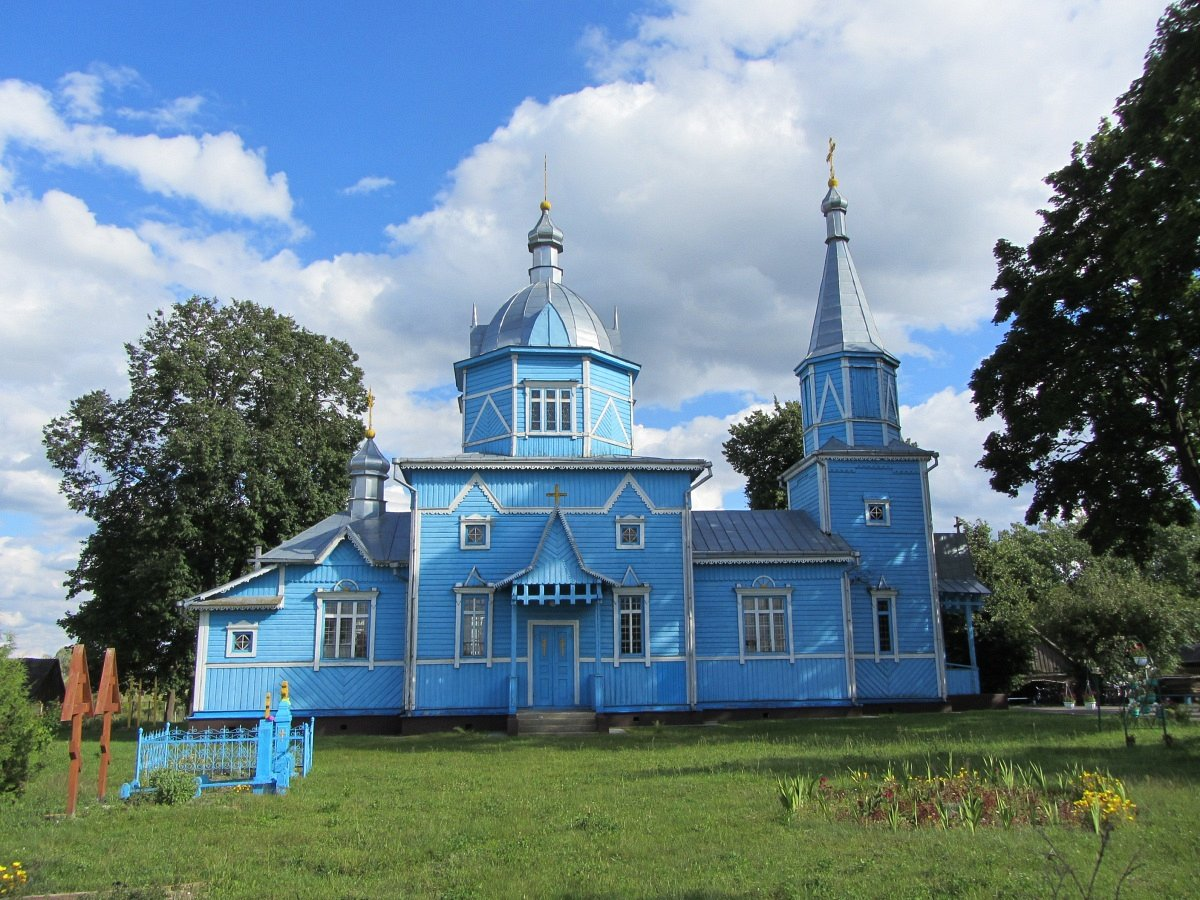
Cerkiew Świętej Trójcy w Białouszy
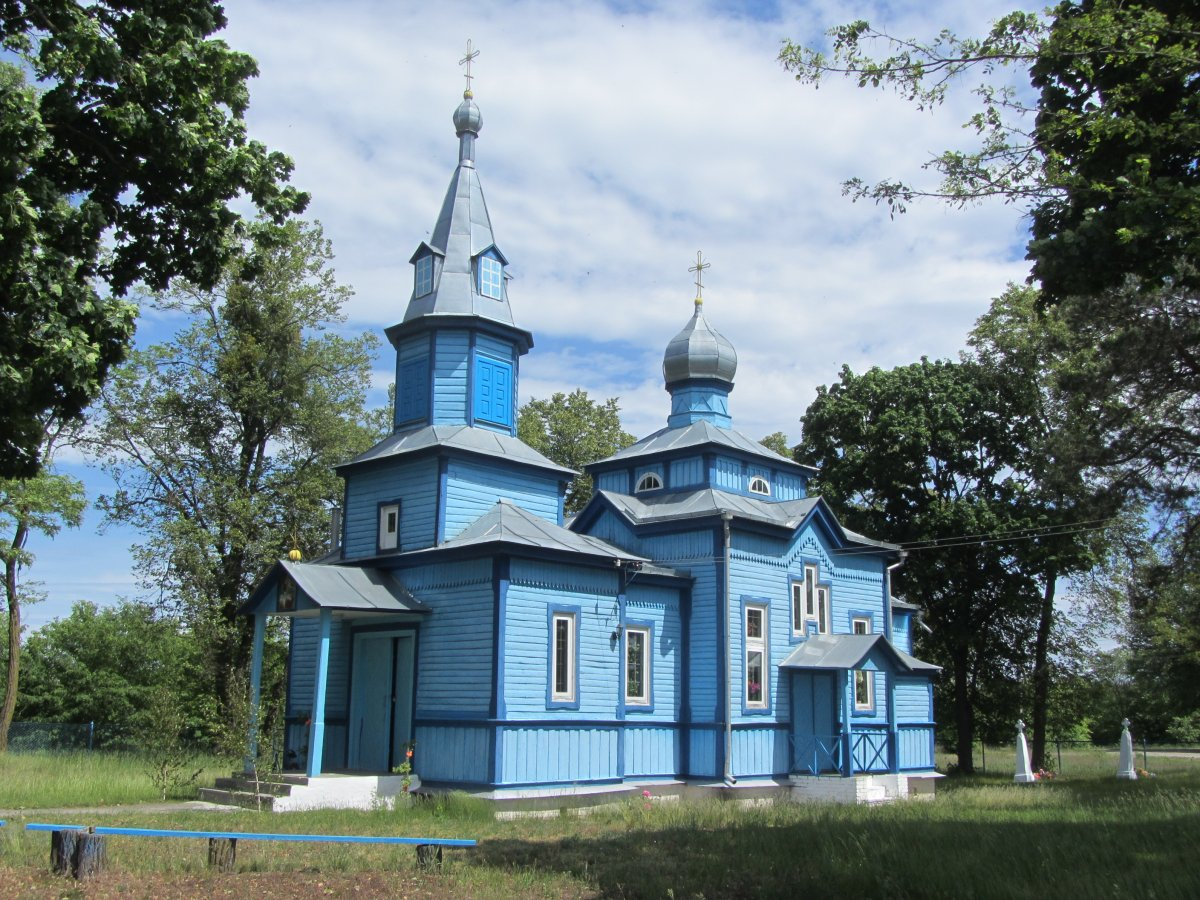
Cerkiew Narodzenia Najświętszej Maryi Panny w Buchliczach
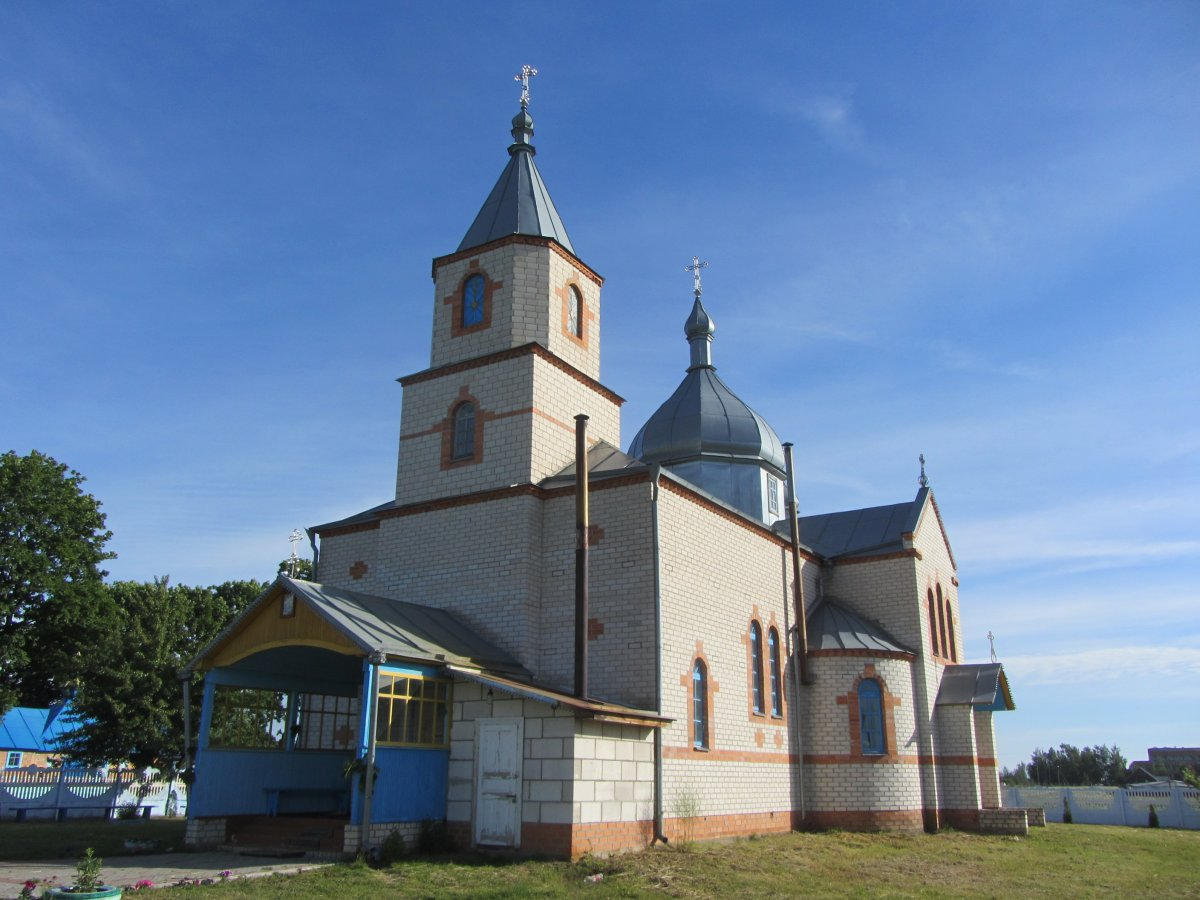
Cerkiew Podwyższenia Krzyża Pańskiego w Chotomli
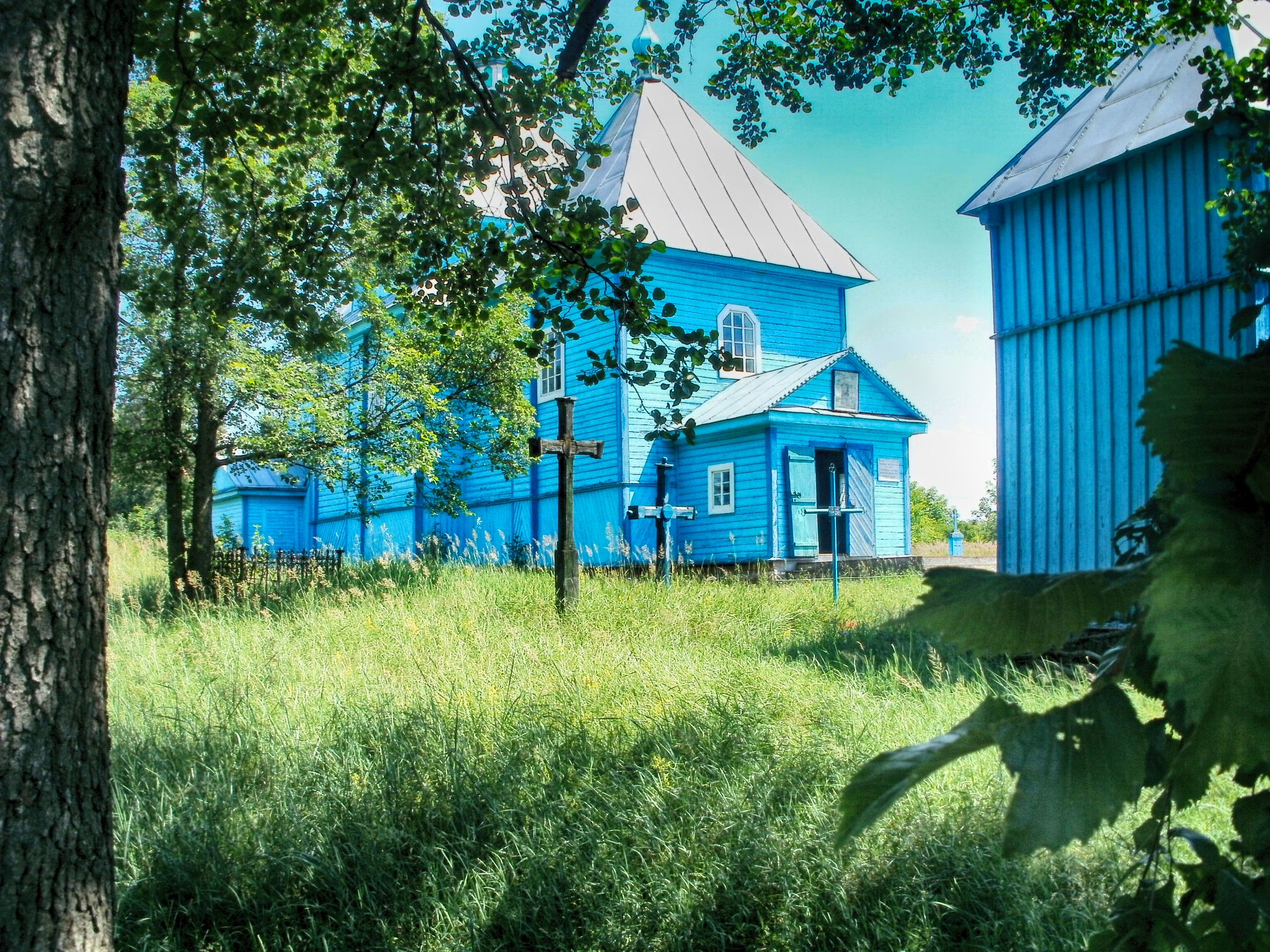
Cerkiew św. Jerzego Zwycięzcy w Dawidgródku
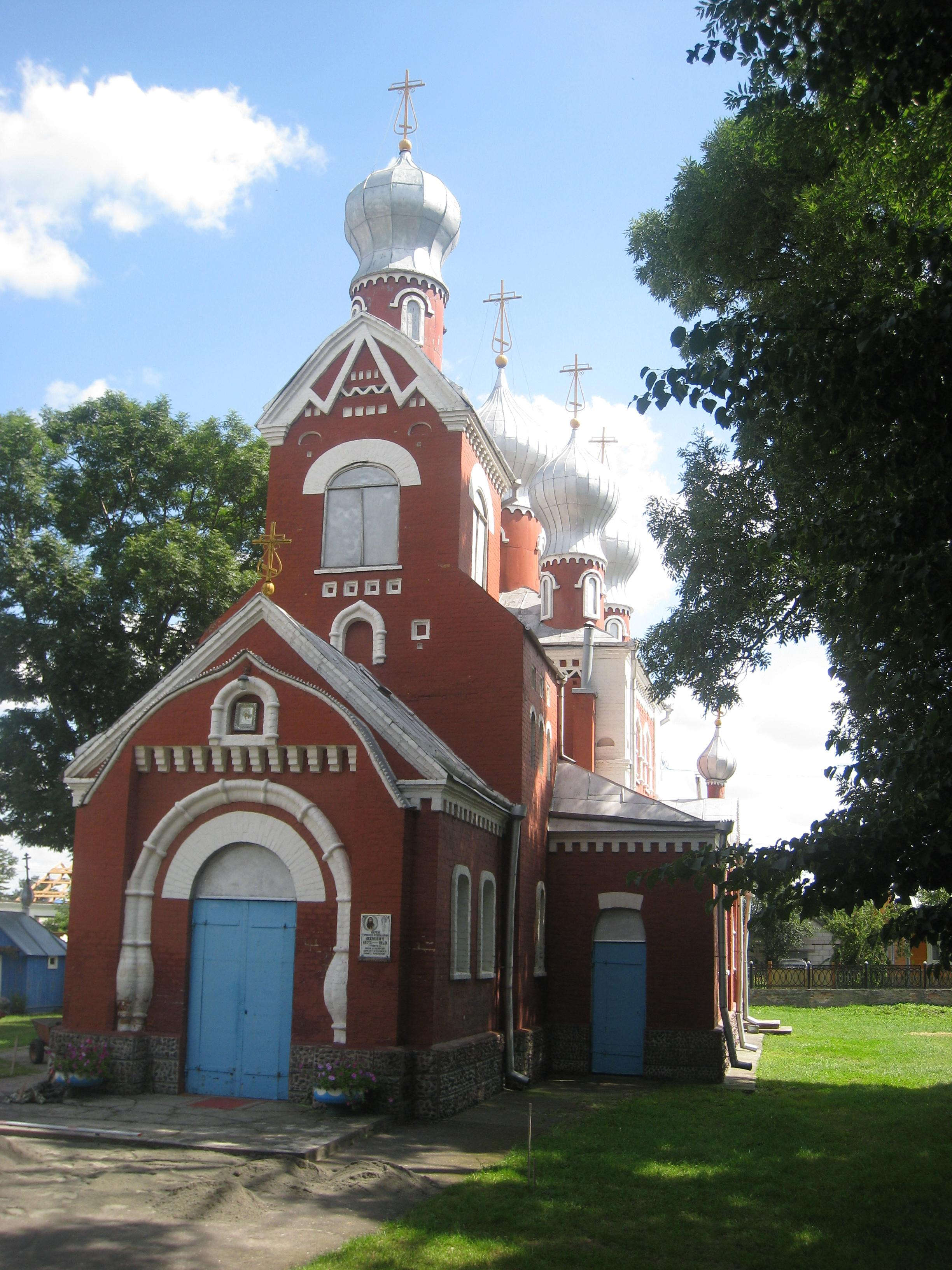
Cerkiew Kazańskiej Ikony Matki Bożej w Dawidgródku
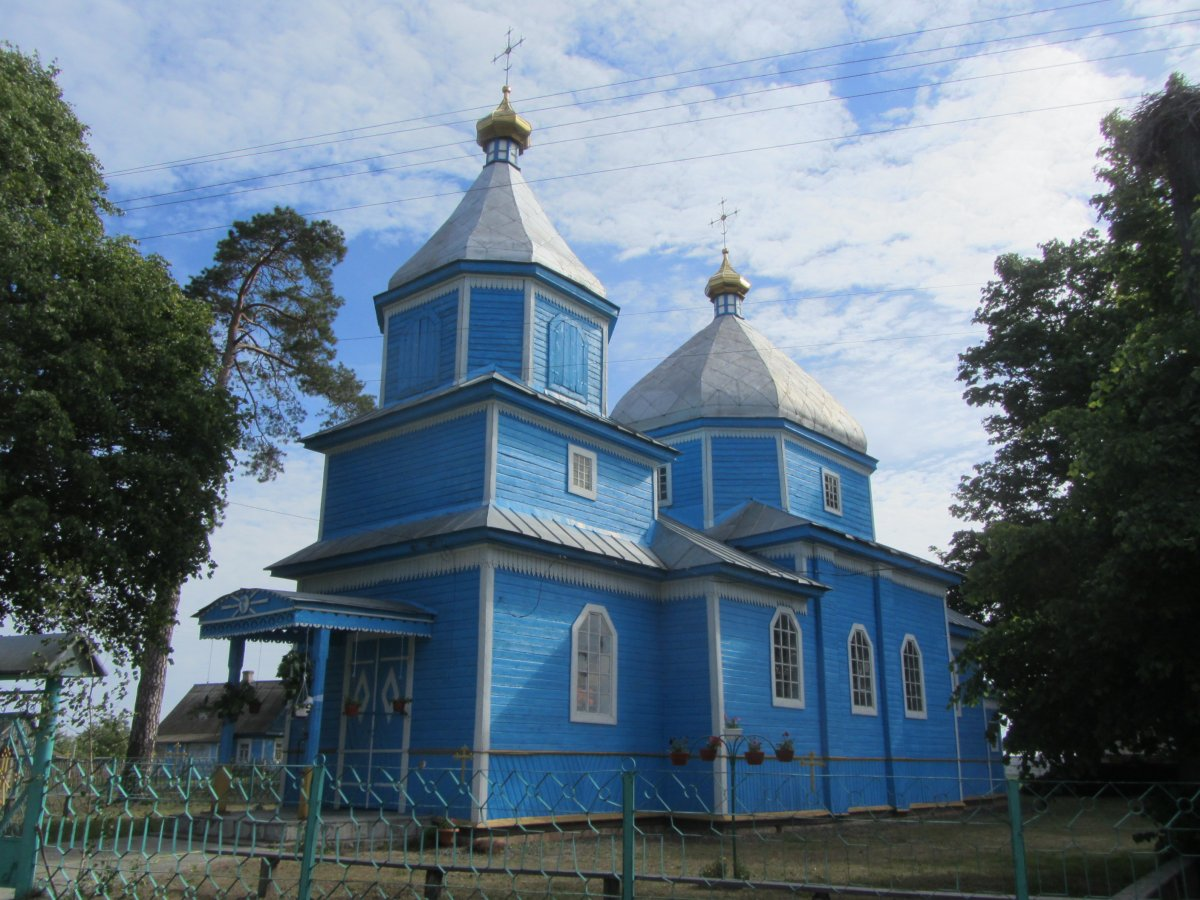
Cerkiew Narodzenia Najświętszej Maryi Panny w Dubieńcu
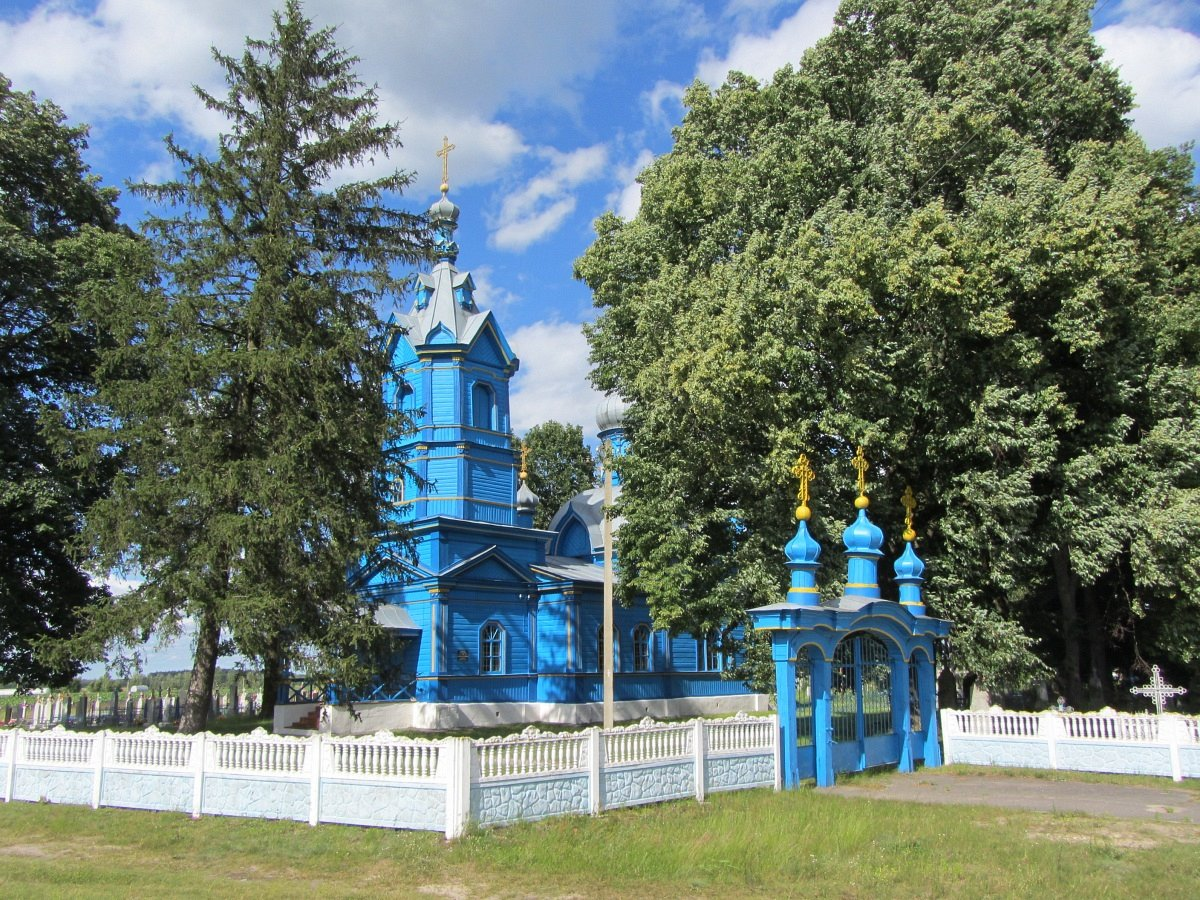
Cerkiew św. Mikołaja Cudotwórcy w Duboju
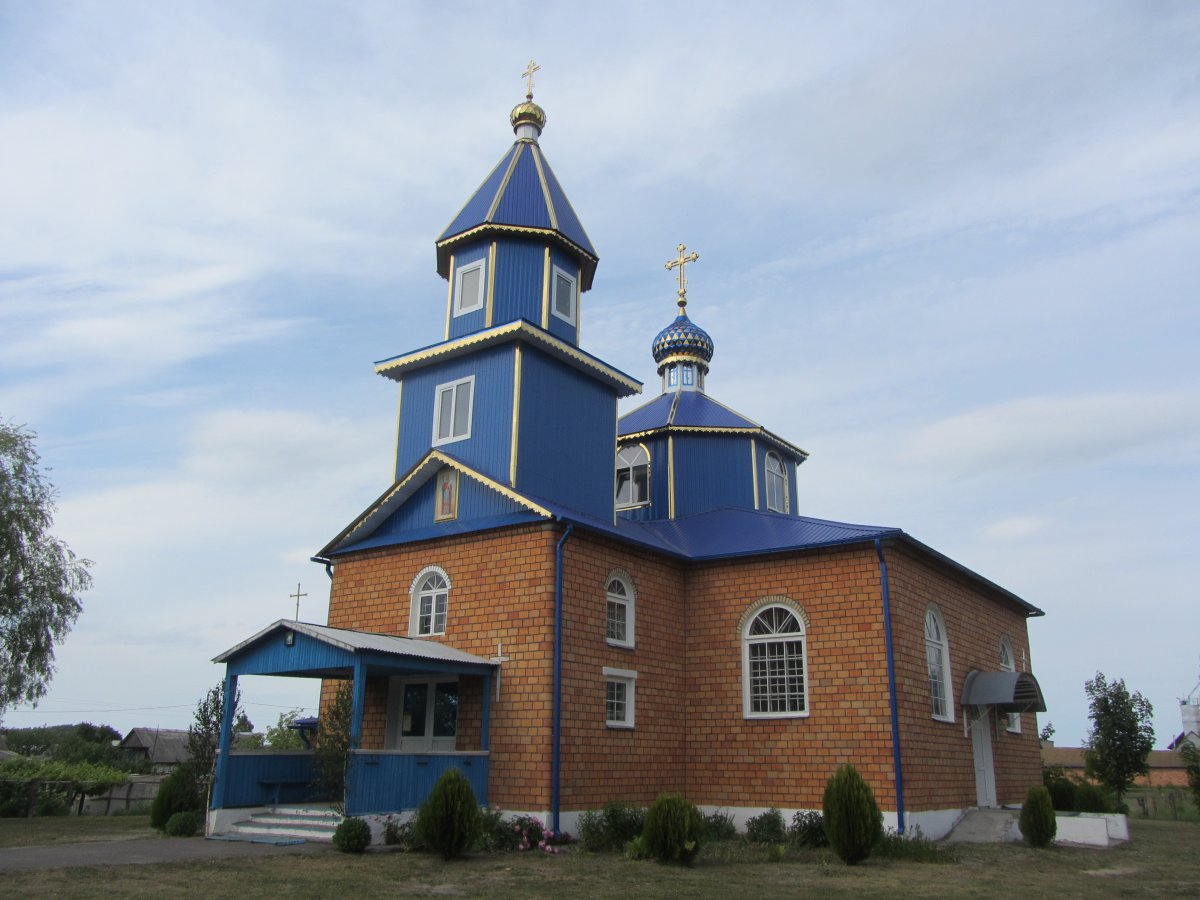
Cerkiew św. Paraskiewy Piątnickiej w Glince
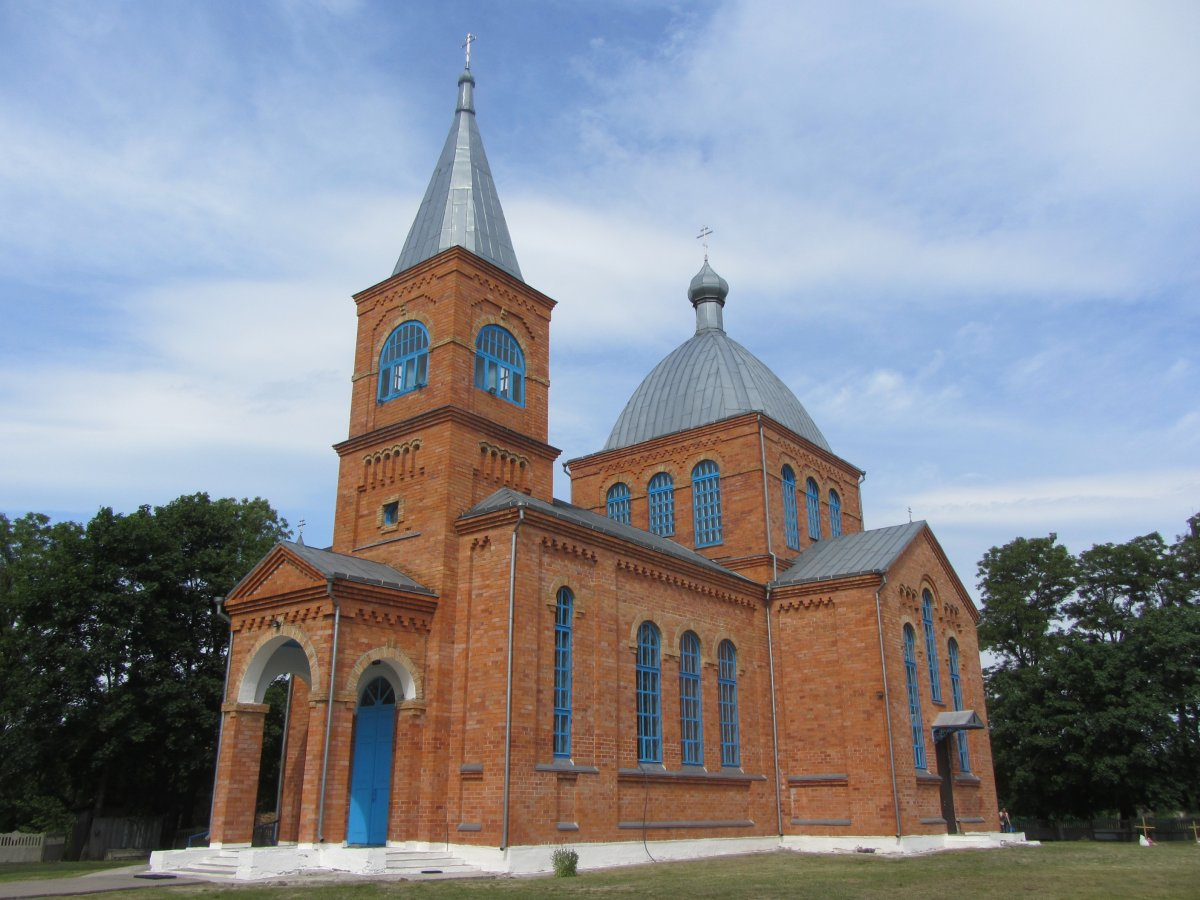
Cerkiew św. Mikołaja Cudotwórcy w Horodnie
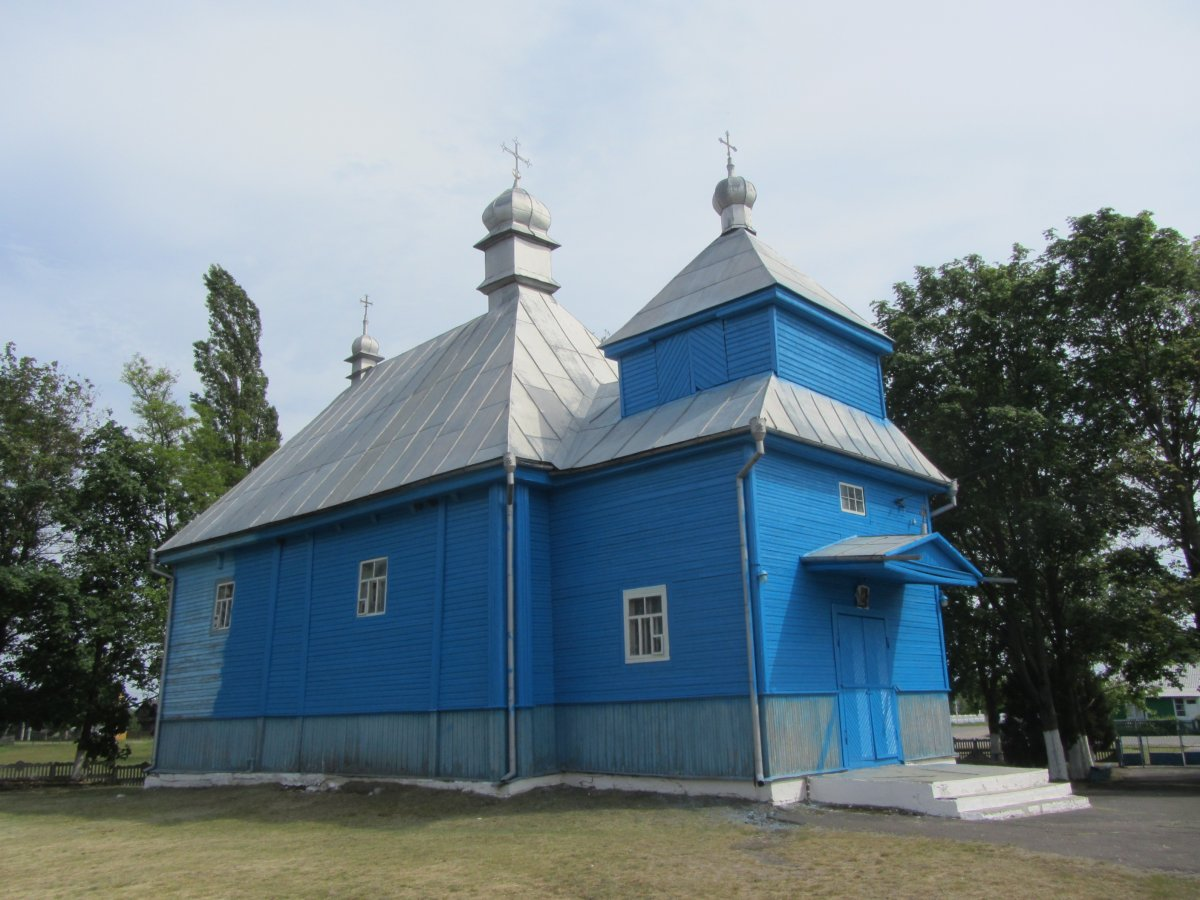
Cerkiew Świętej Trójcy w Horodnie
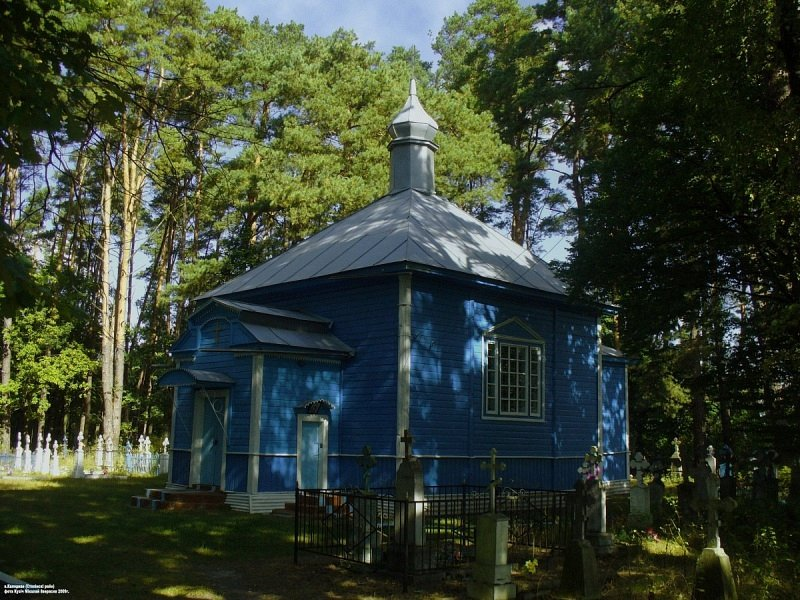
Cerkiew św. Dymitra Sołuńskiego w Kołodnie
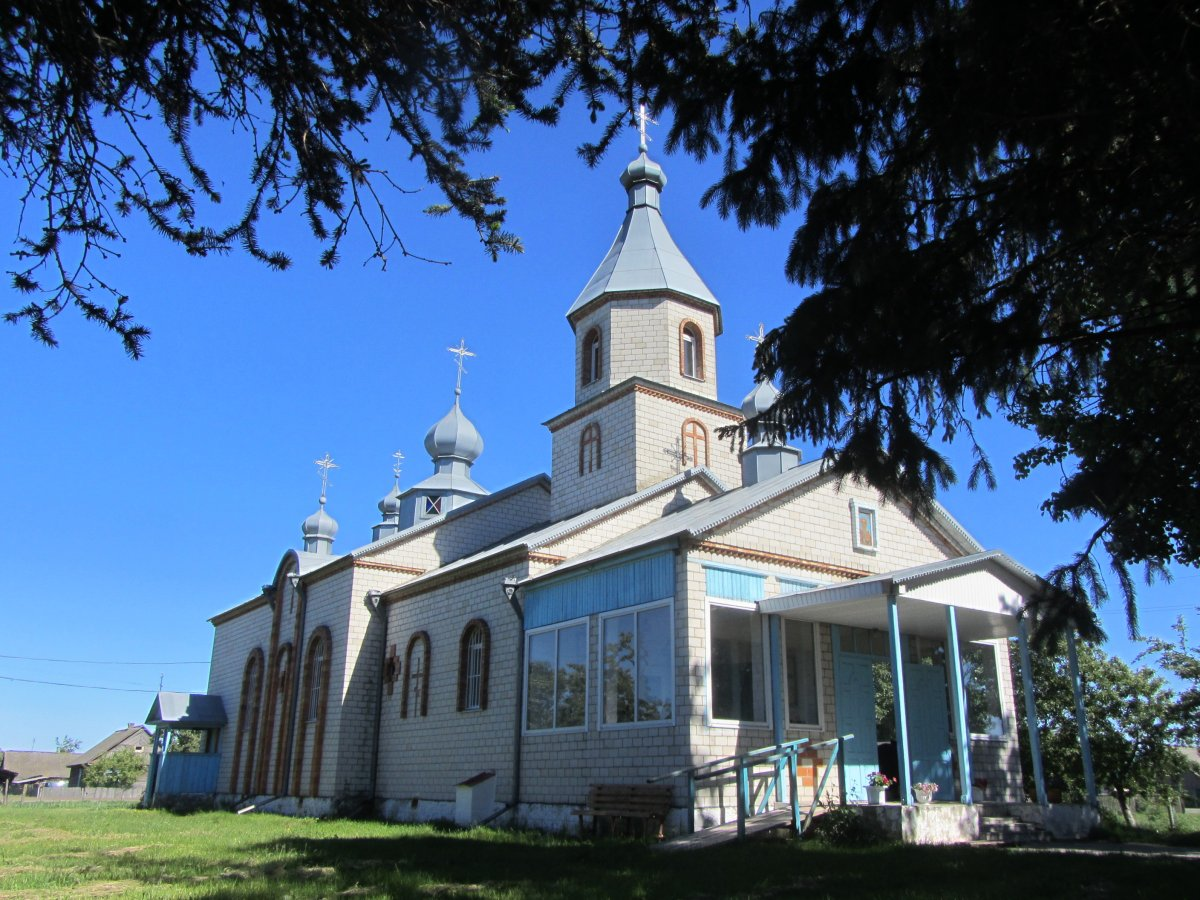
Cerkiew św. Mikołaja Cudotwórcy w Korotyczach
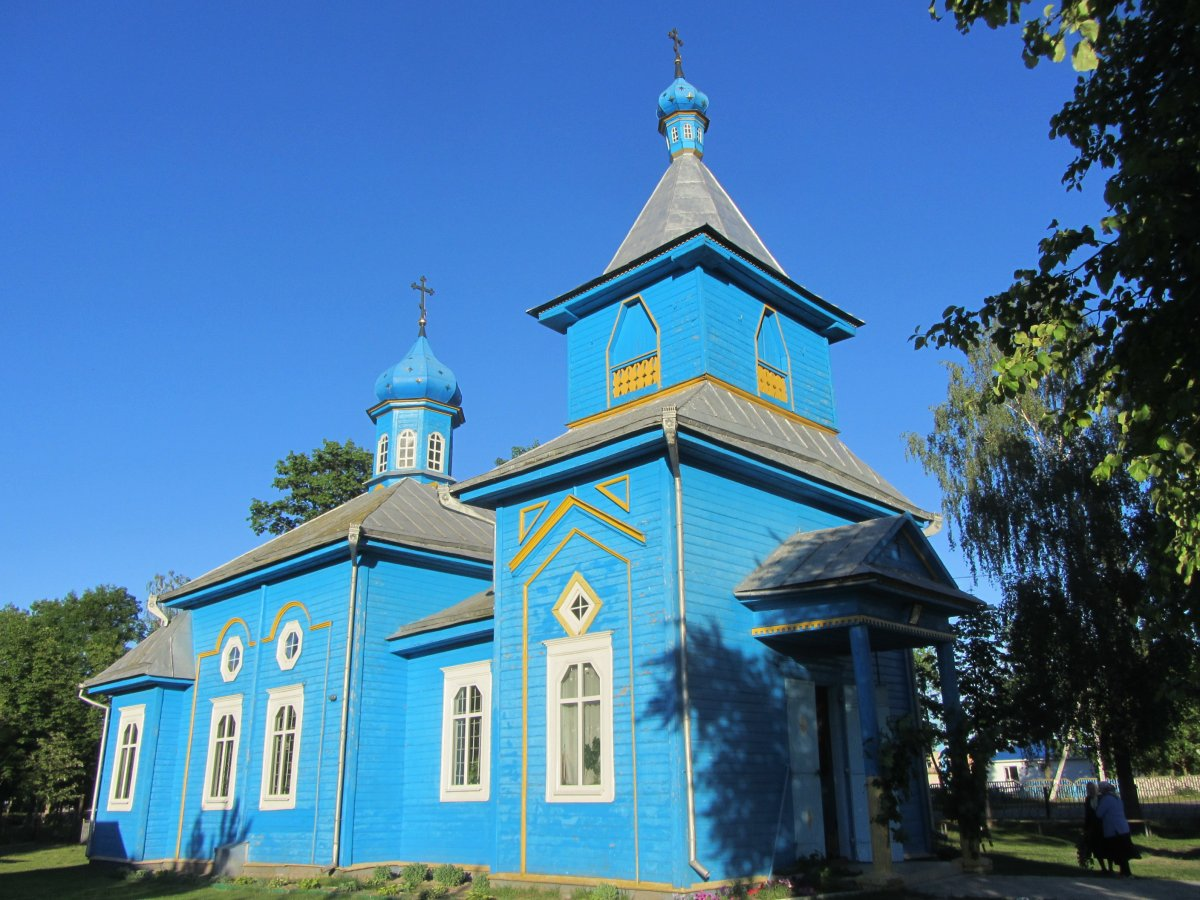
Cerkiew św. Jerzego Zwycięzcy w Ladcu
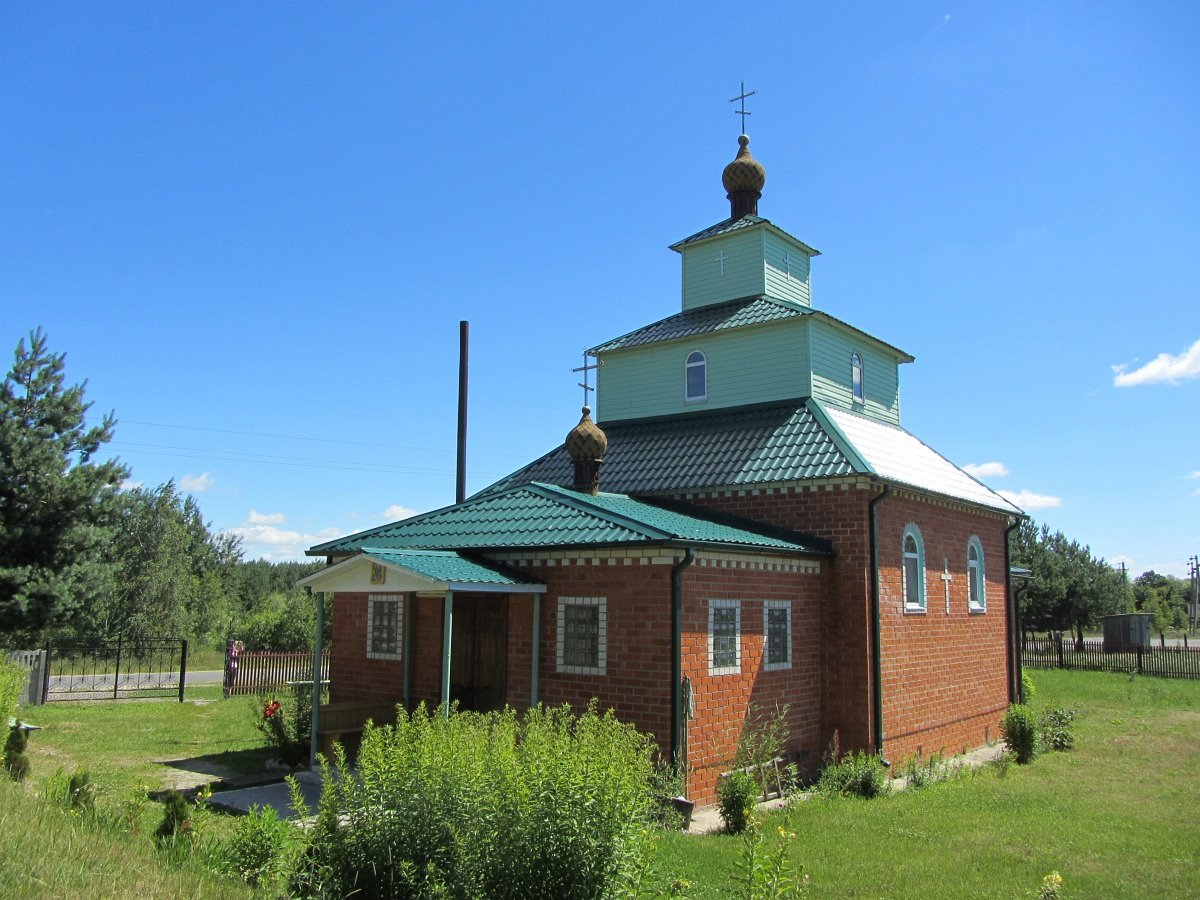
Cerkiew Świętych Kosmy i Damiana w Łutkach
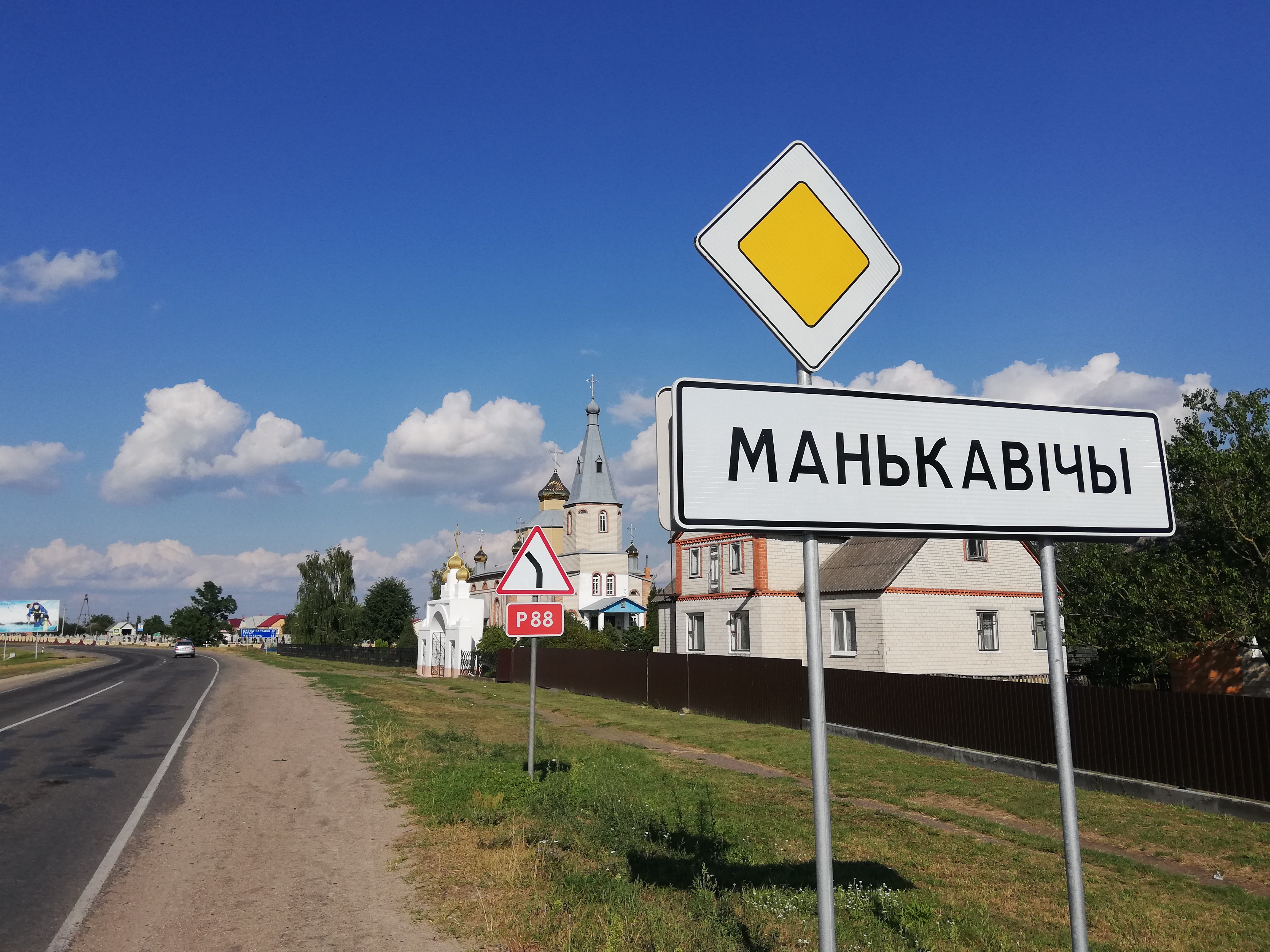
Cerkiew św. Serafina z Sarowa w Mańkowiczach
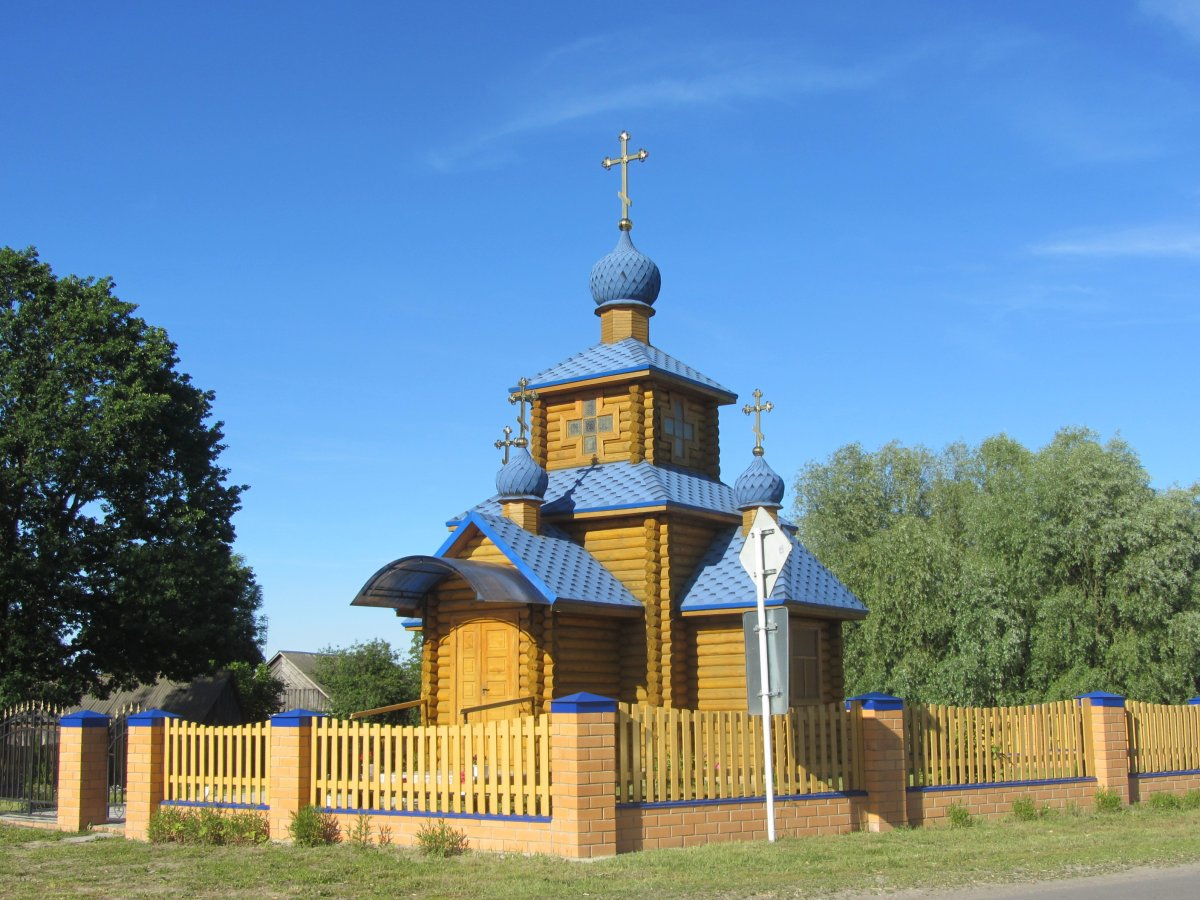
Kaplica Opieki Matki Bożej w Moczuli
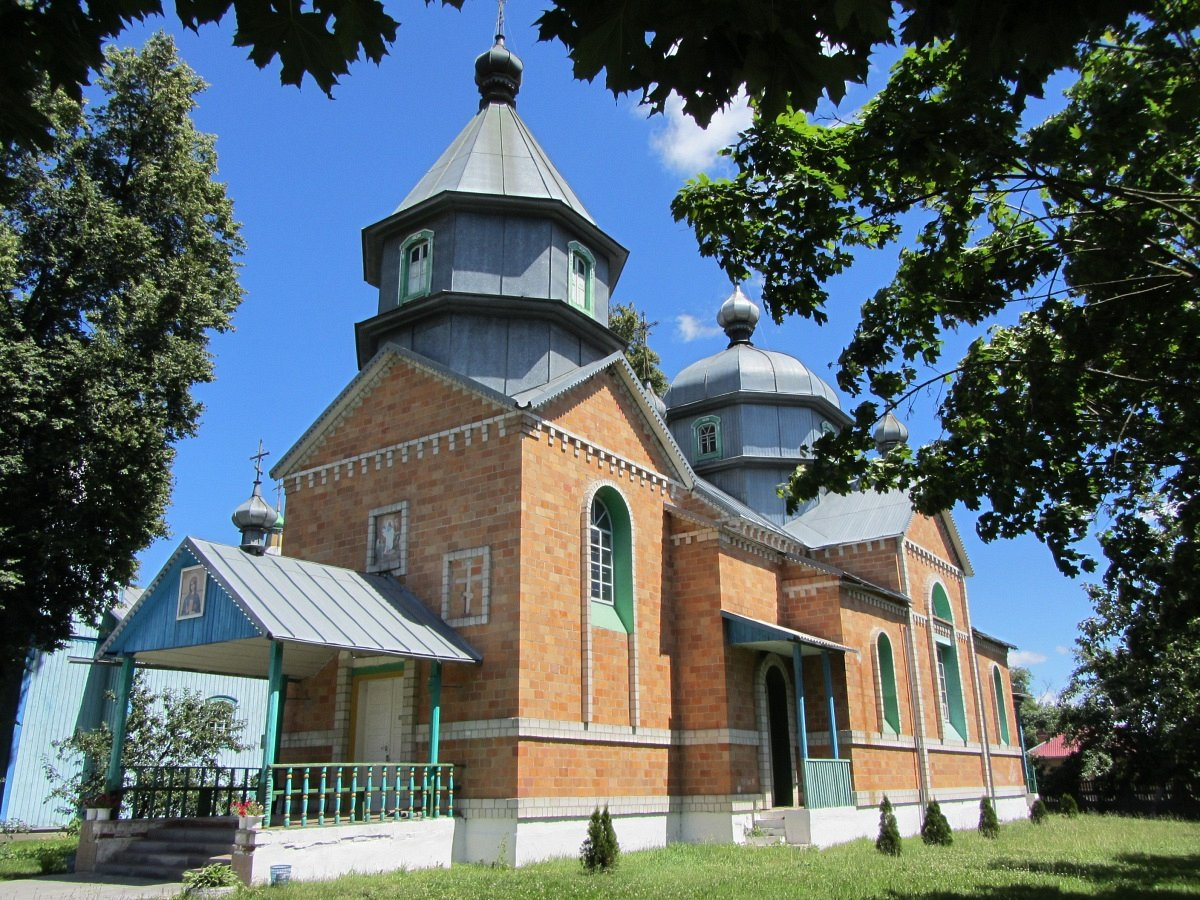
Cerkiew św. Marii Magdaleny w Olhomlu
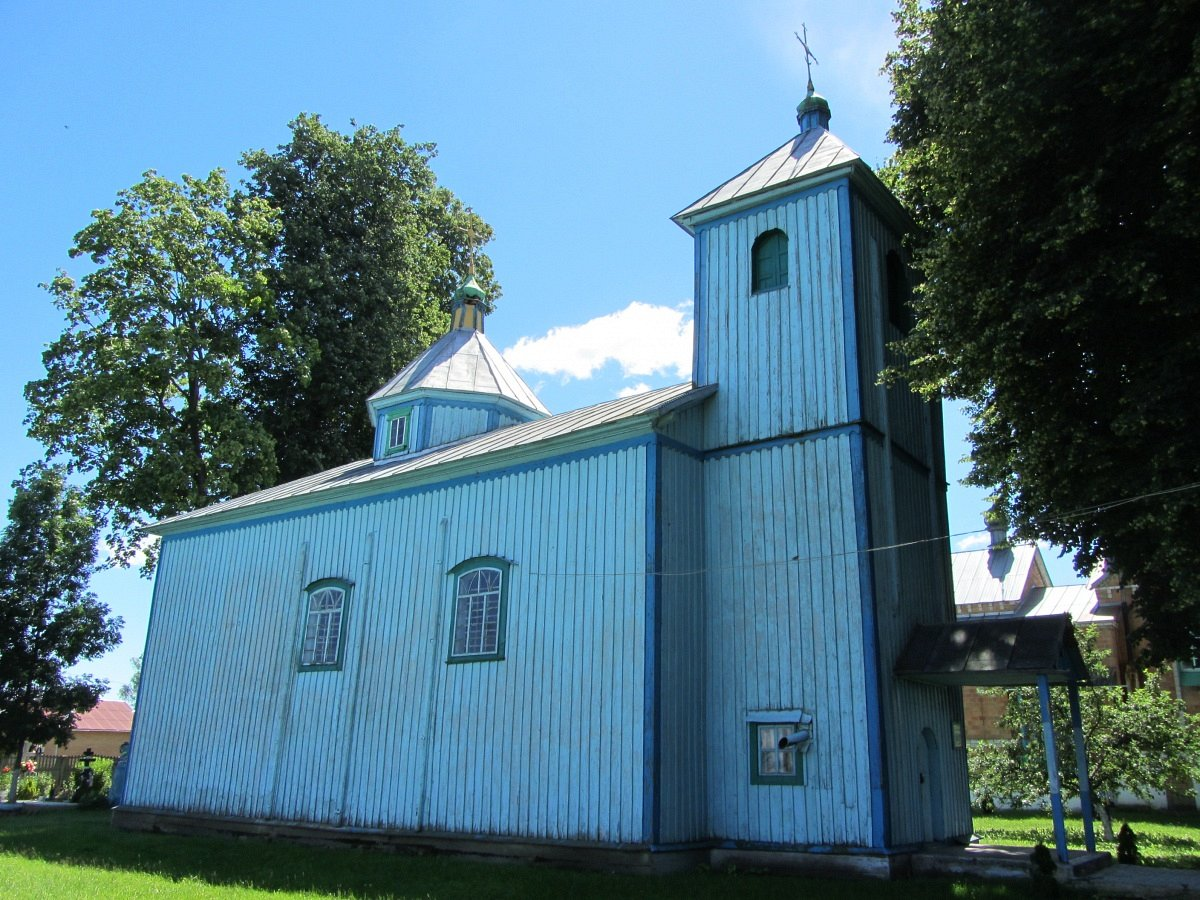
Cerkiew Zmartwychwstania Pańskiego w Olhomlu
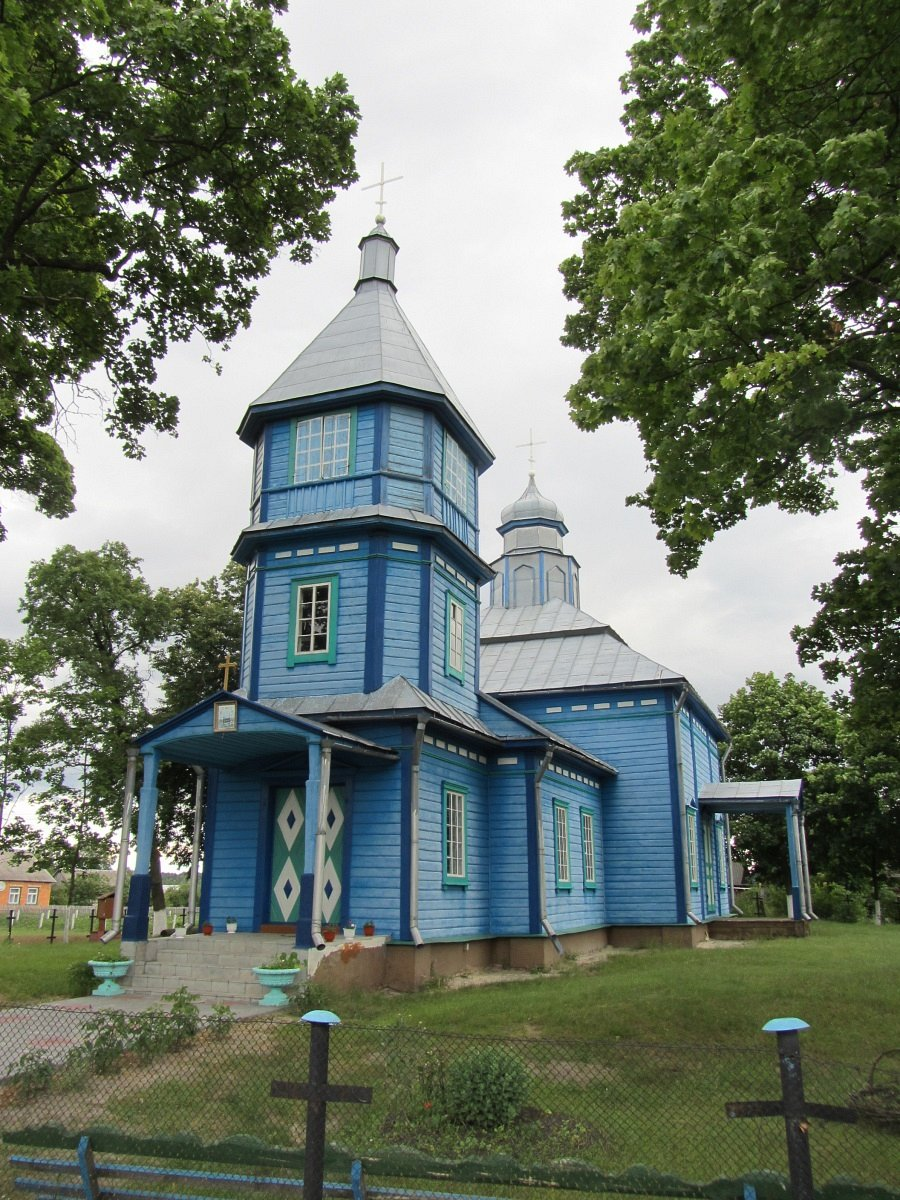
Cerkiew Zmartwychwstania Pańskiego w Olmanach
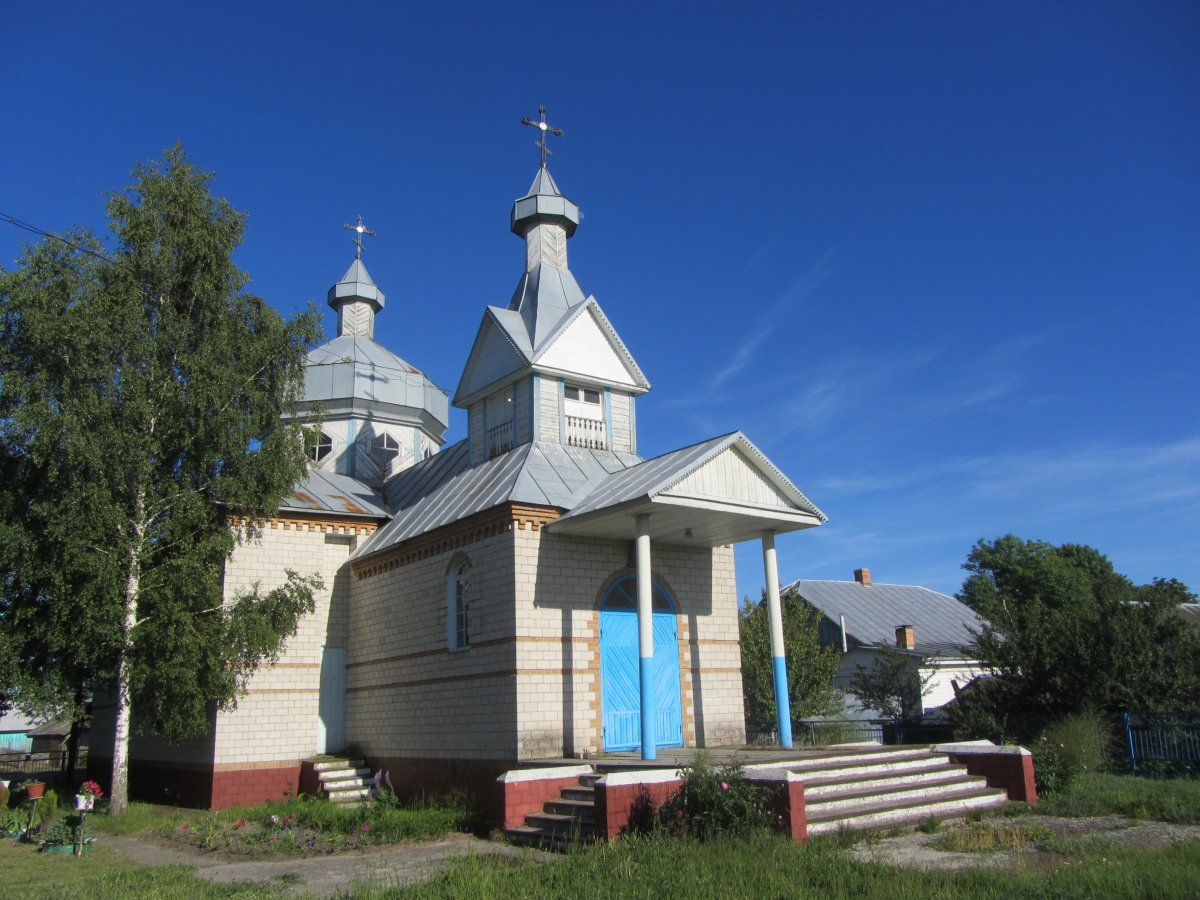
Cerkiew św. Julianny Holszańskiej w Olszanach
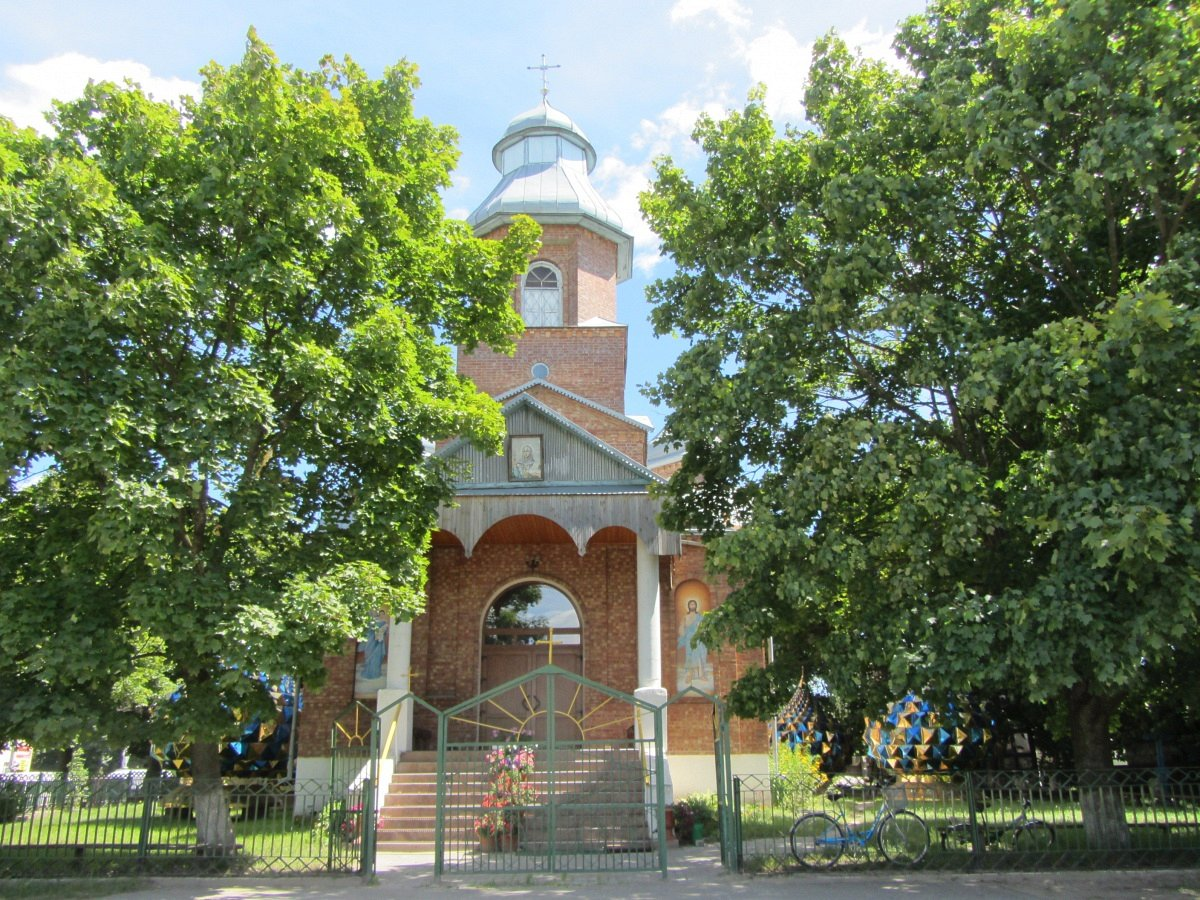
Cerkiew św. Paraskiewy Piątnickiej w Olszanach
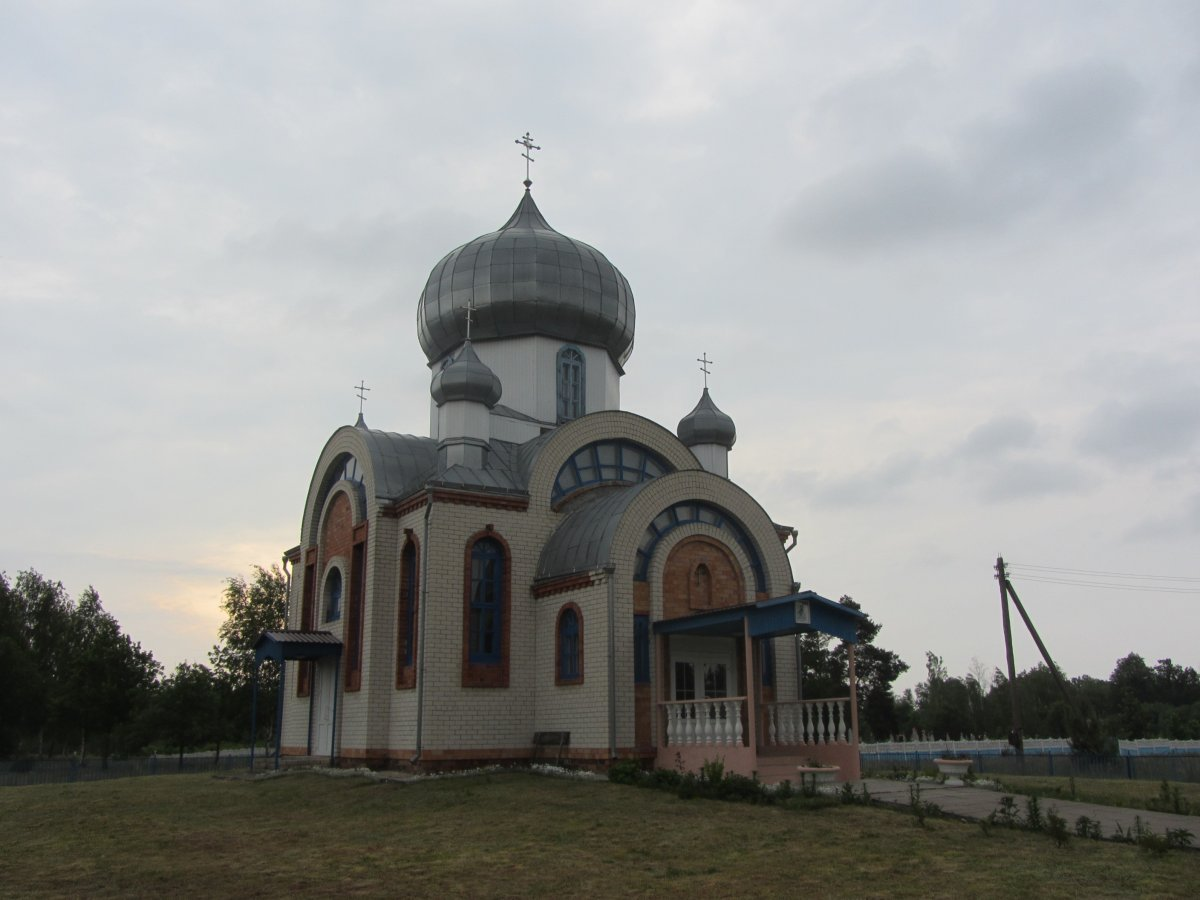
Cerkiew Narodzenia św. Jana Chrzciciela w Osowej
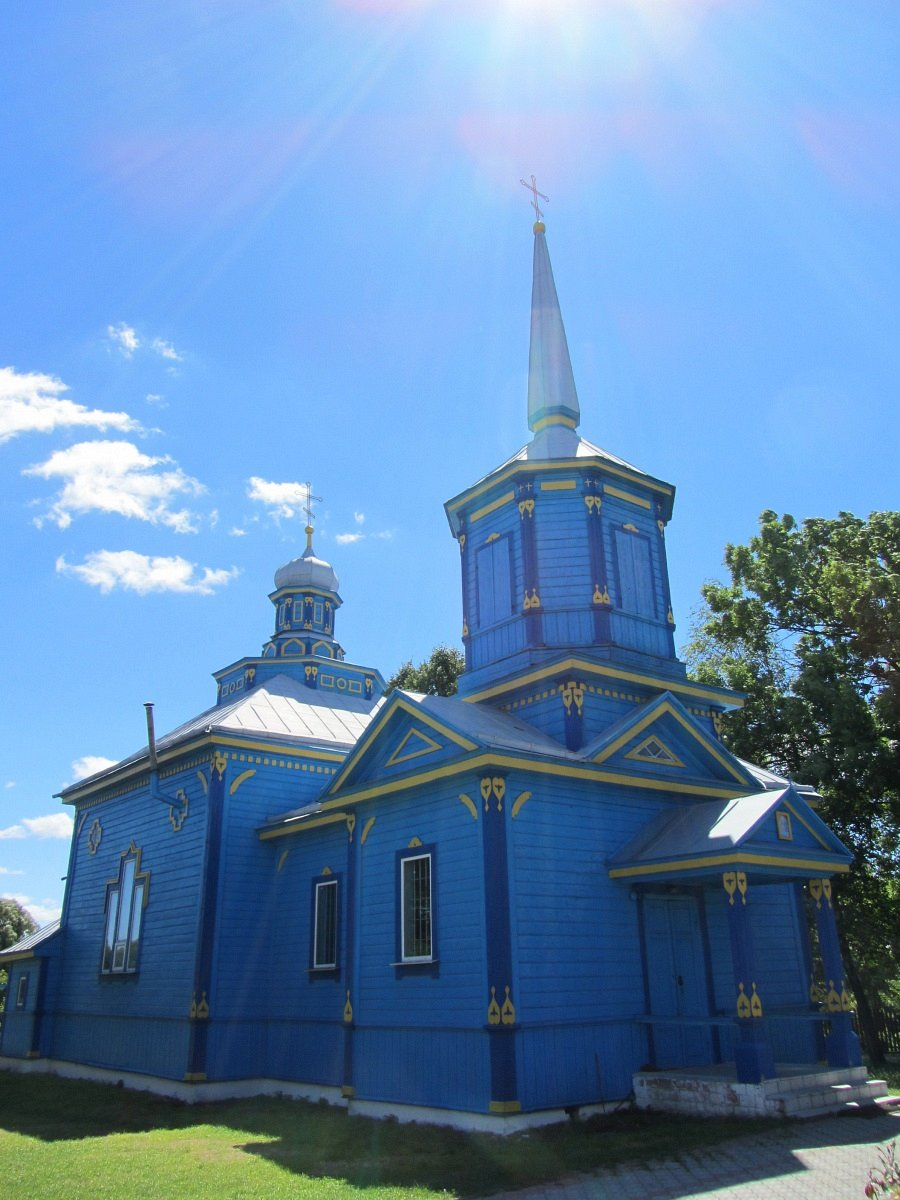
Cerkiew Świętej Trójcy w Ozdamiczach
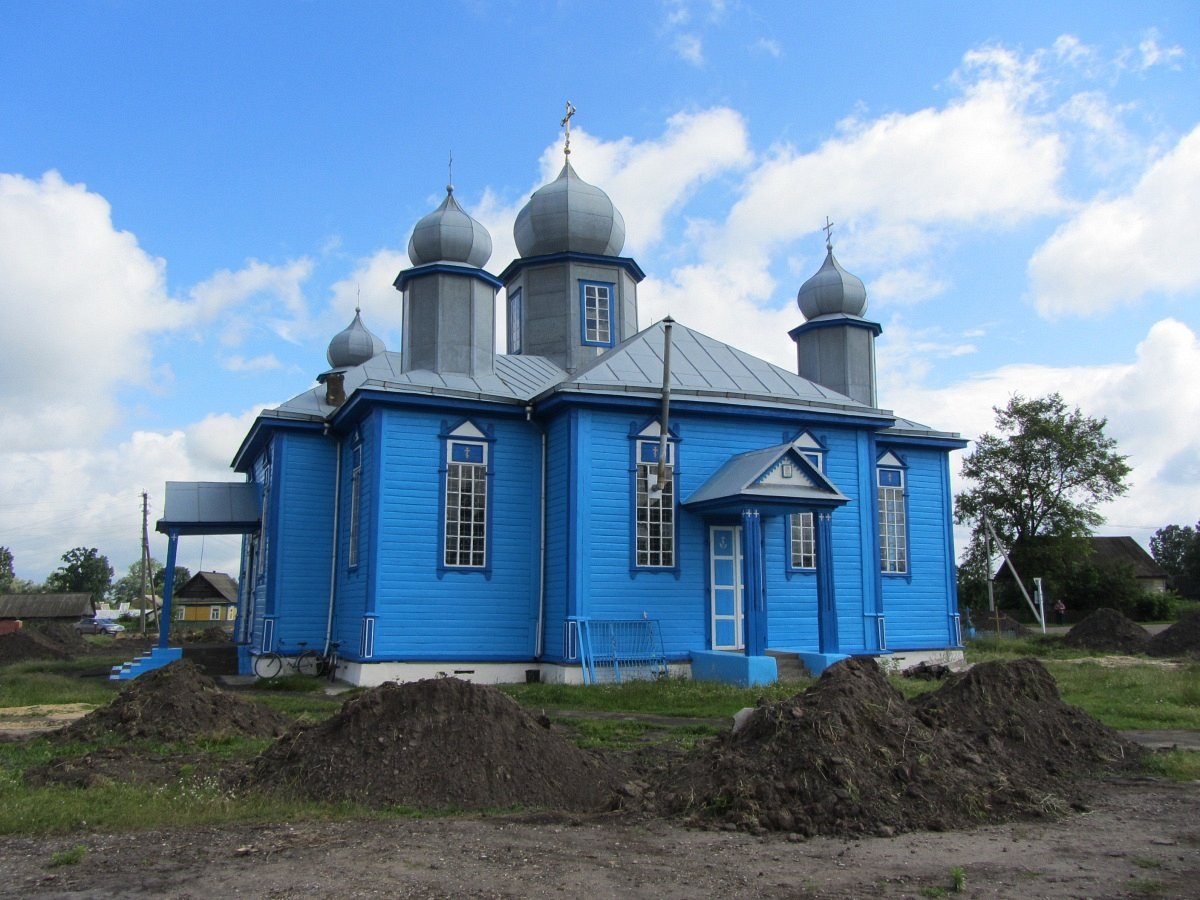
Cerkiew Opieki Matki Bożej w Płotnicy
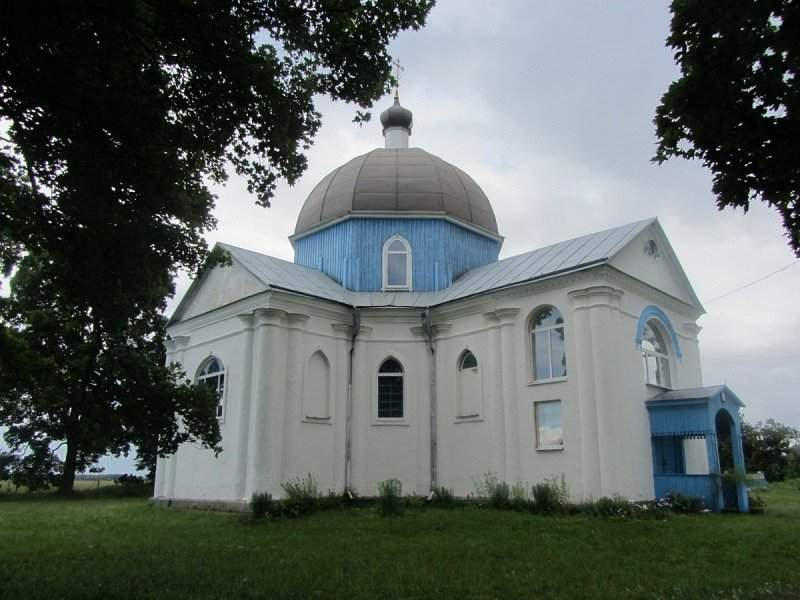
Cerkiew Narodzenia Matki Bożej w Radczysku
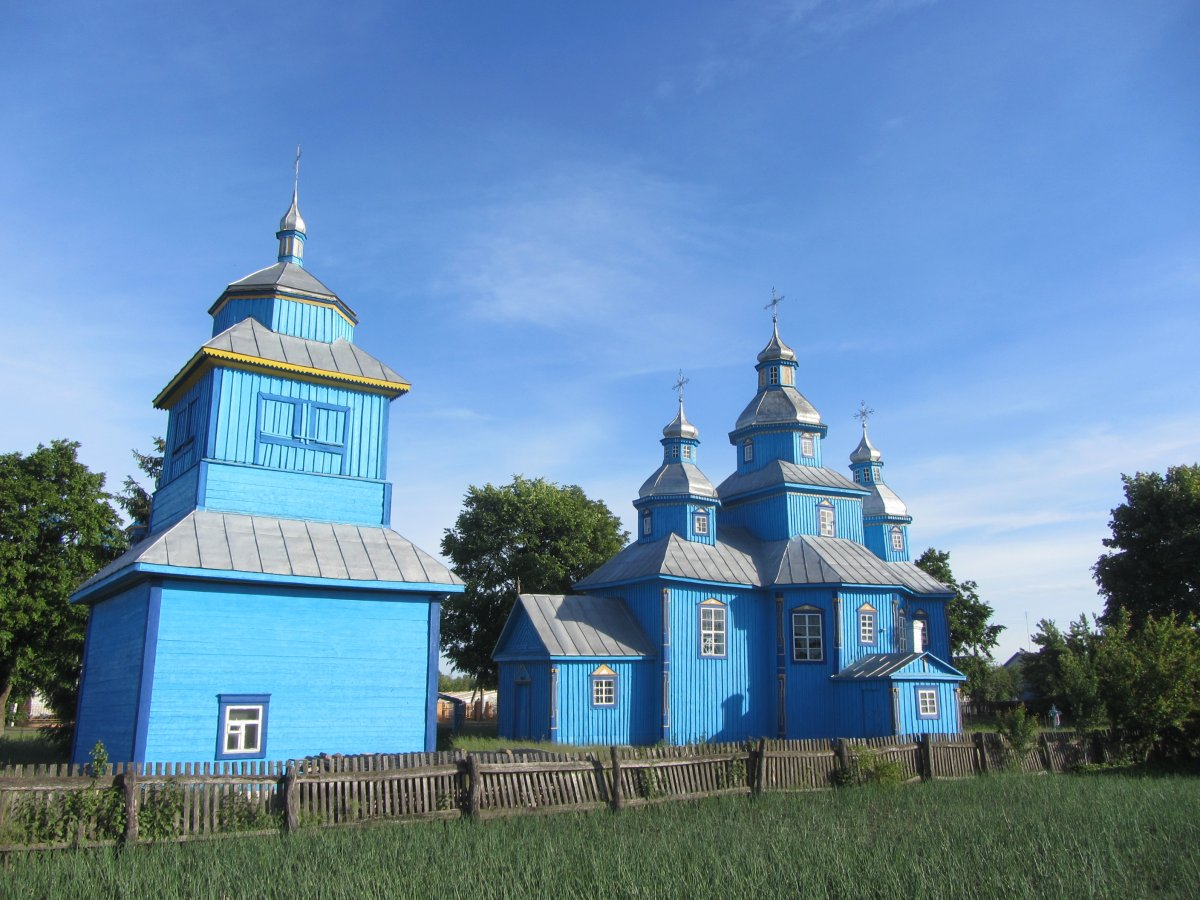
Cerkiew św. Michała Archanioła w Rublu
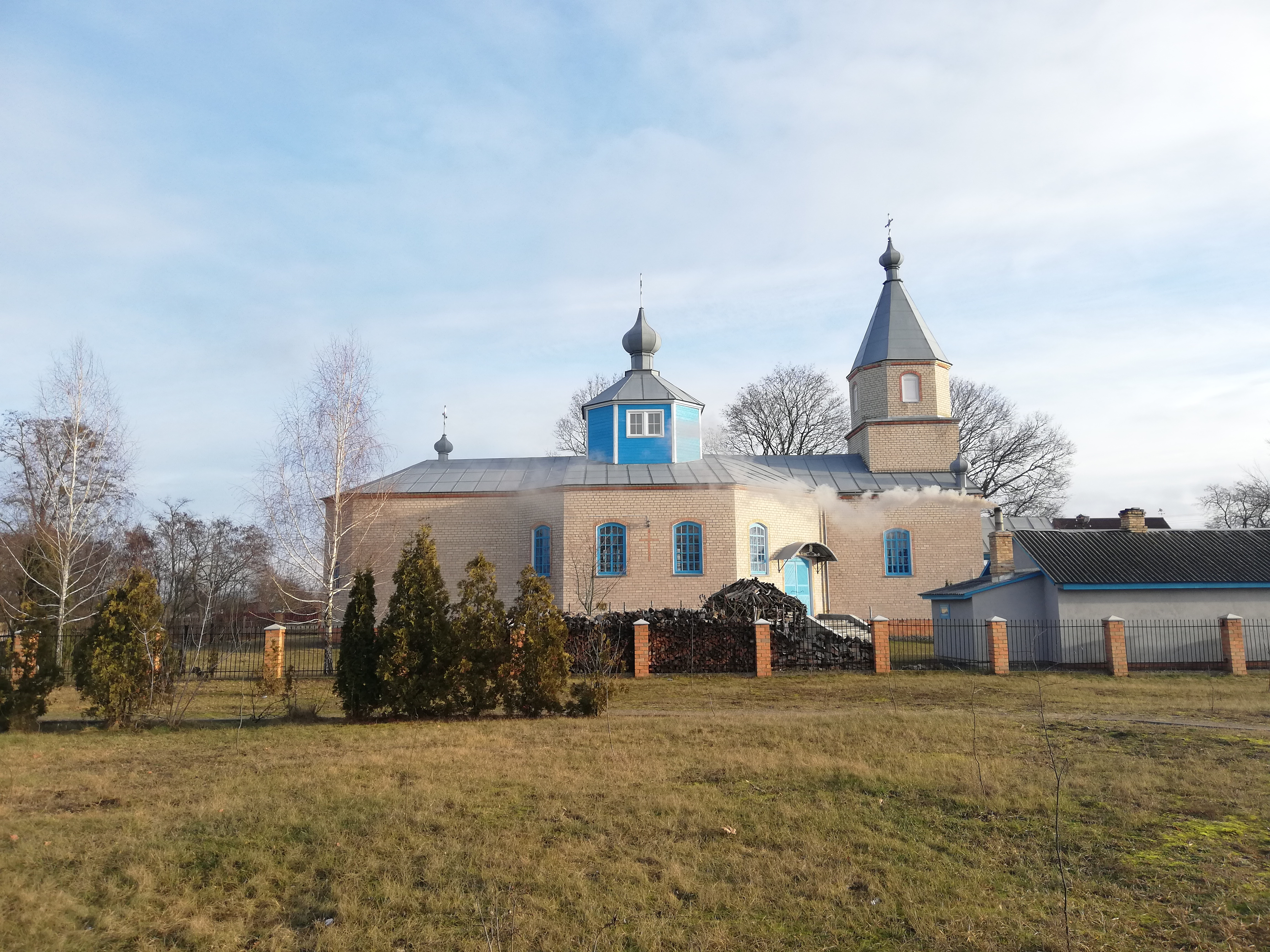
Cerkiew Opieki Matki Bożej w Rzeczycy
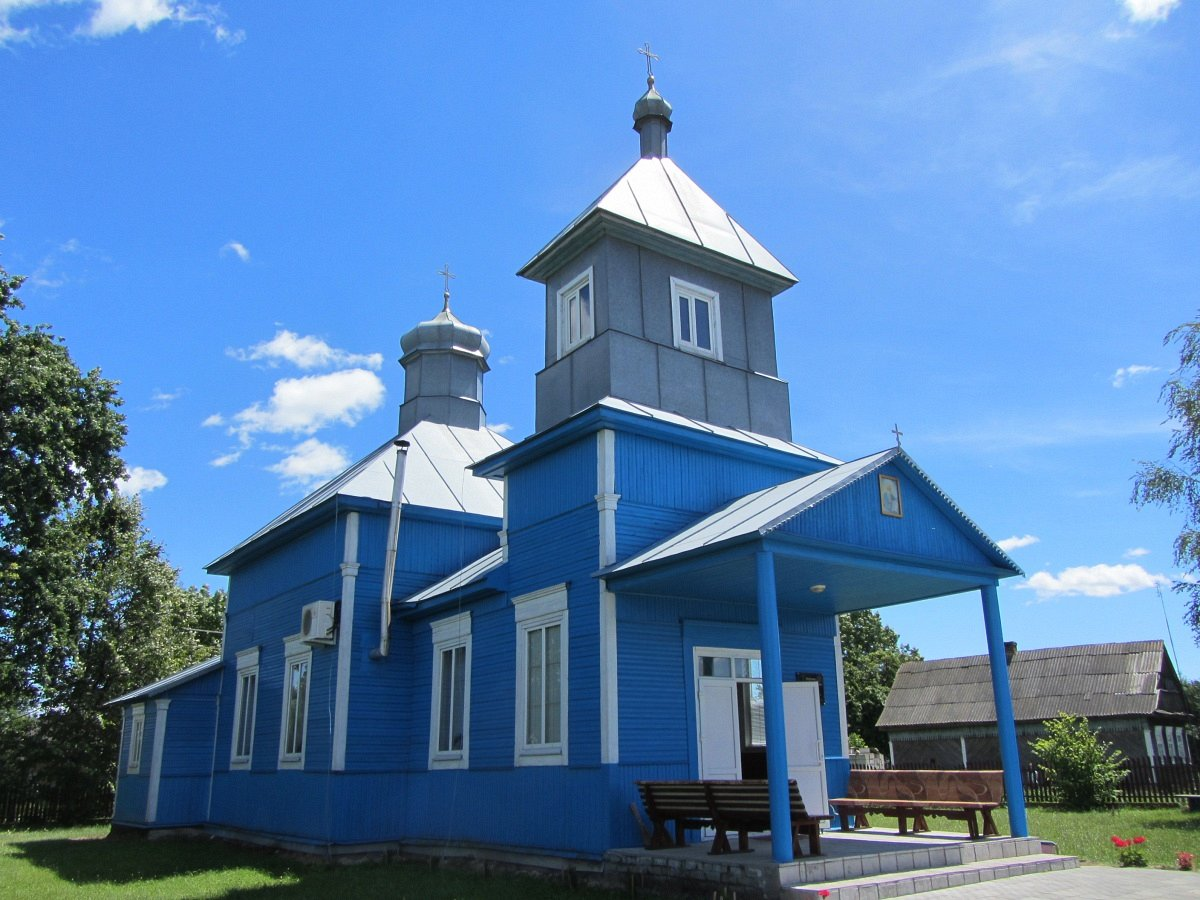
Cerkiew św. Jana Teologa w Siemihościczach
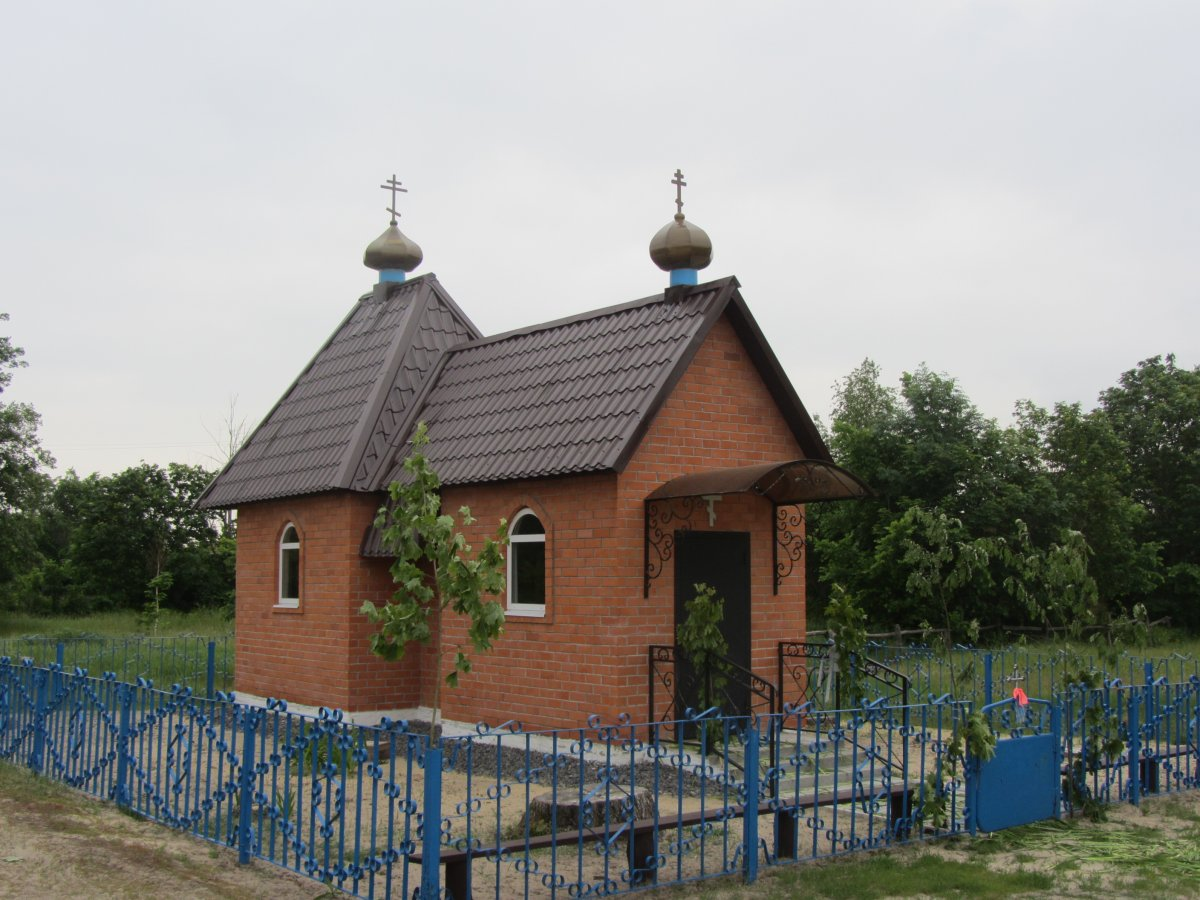
Kaplica Opieki Matki Bożej w Sitycku
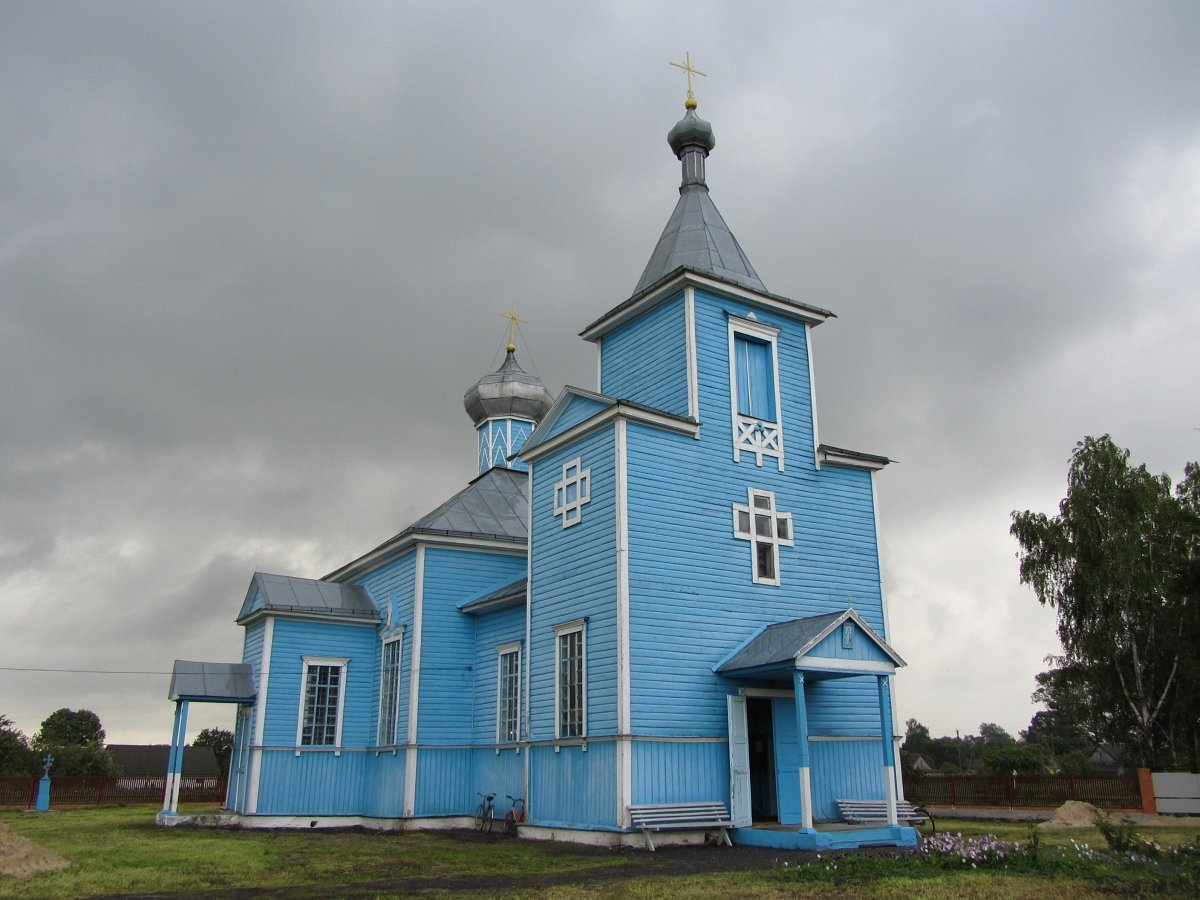
Cerkiew Opieki Matki Bożej w Stachowie
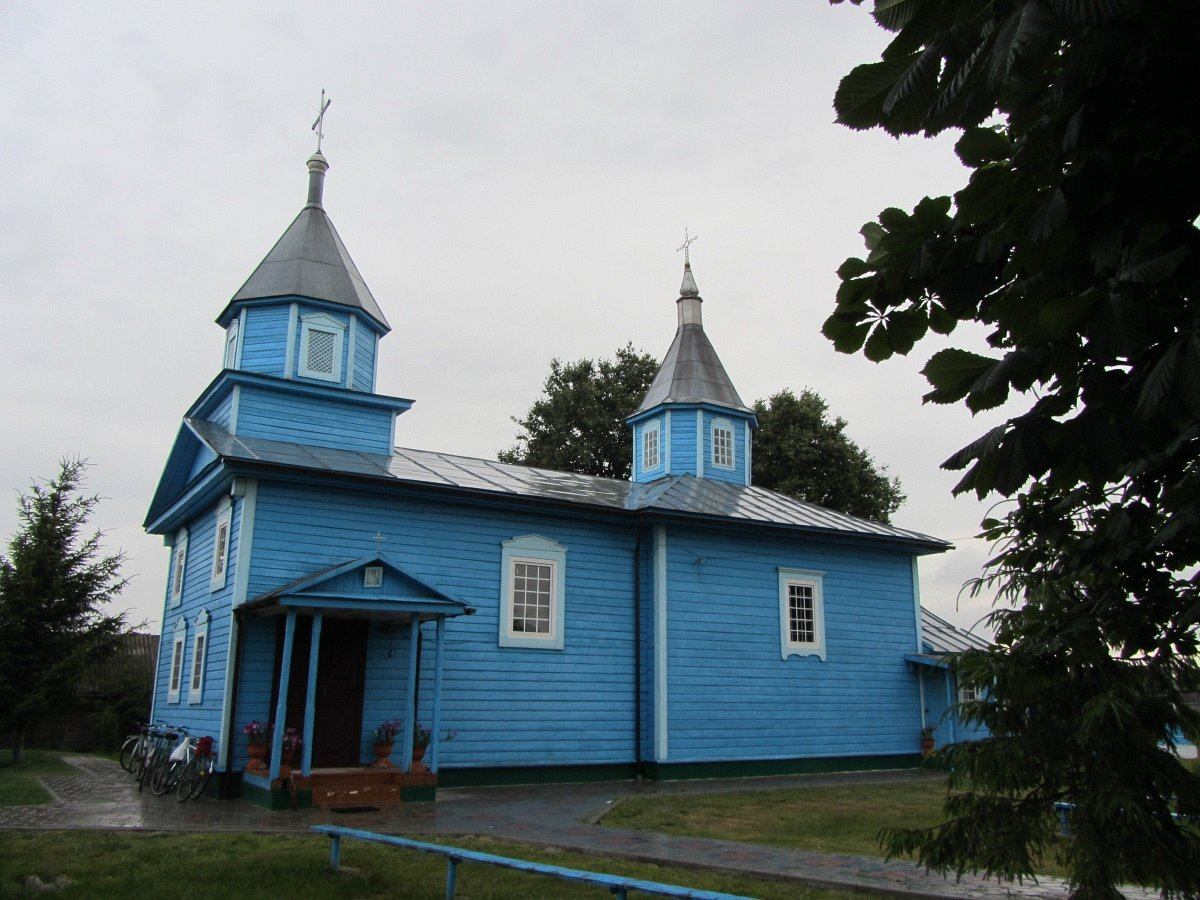
Cerkiew św. Michała Archanioła w Strudze
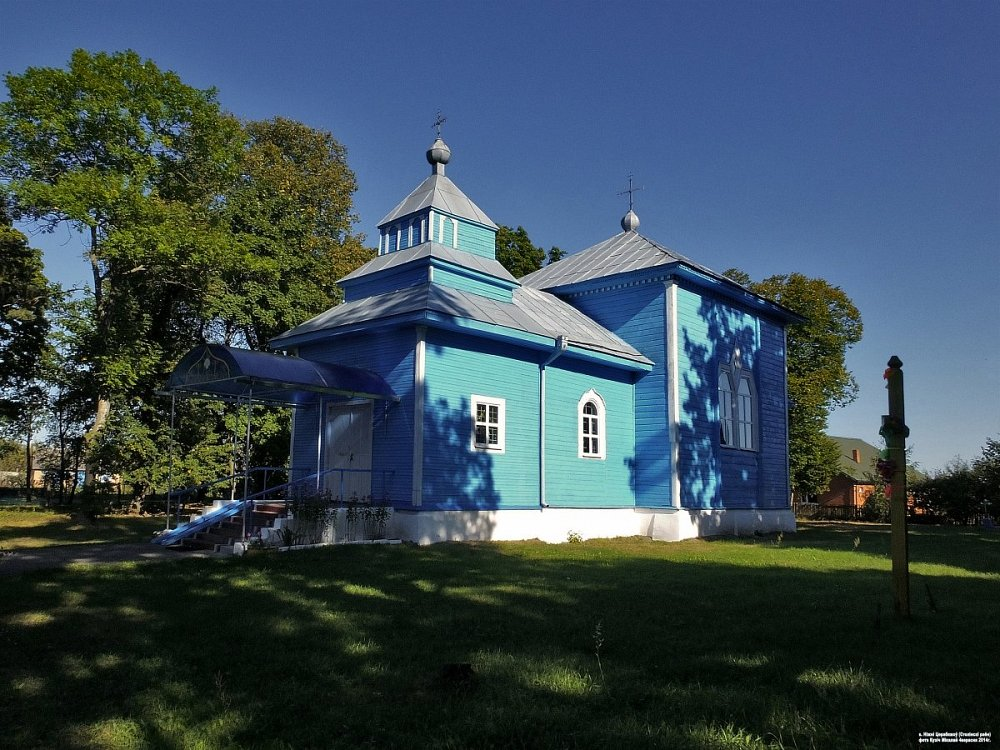
Cerkiew św. Proroka Eliasza w Terebieżowie Dolnym
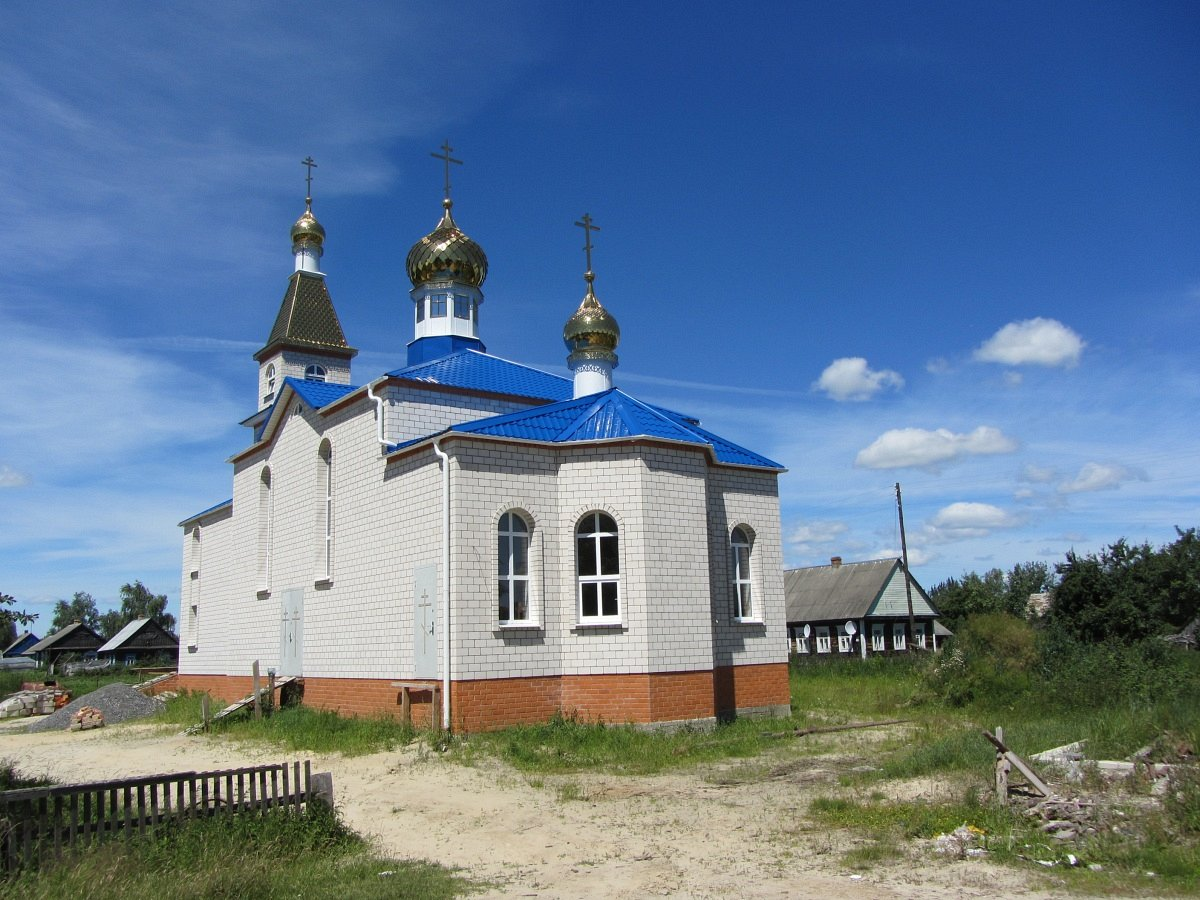
Cerkiew Zmartwychwstania Pańskiego w Terebliczach
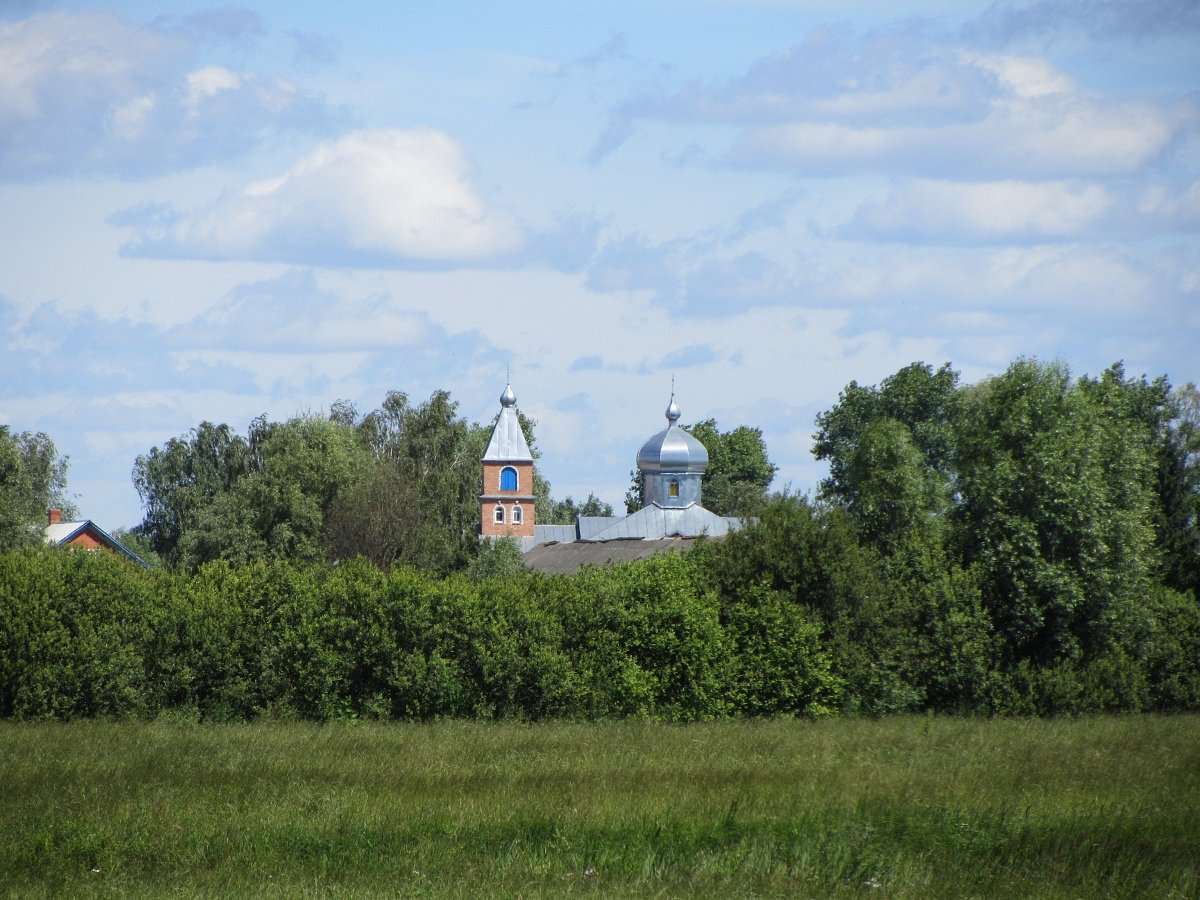
Cerkiew Narodzenia Pańskiego w Tołmaczewie
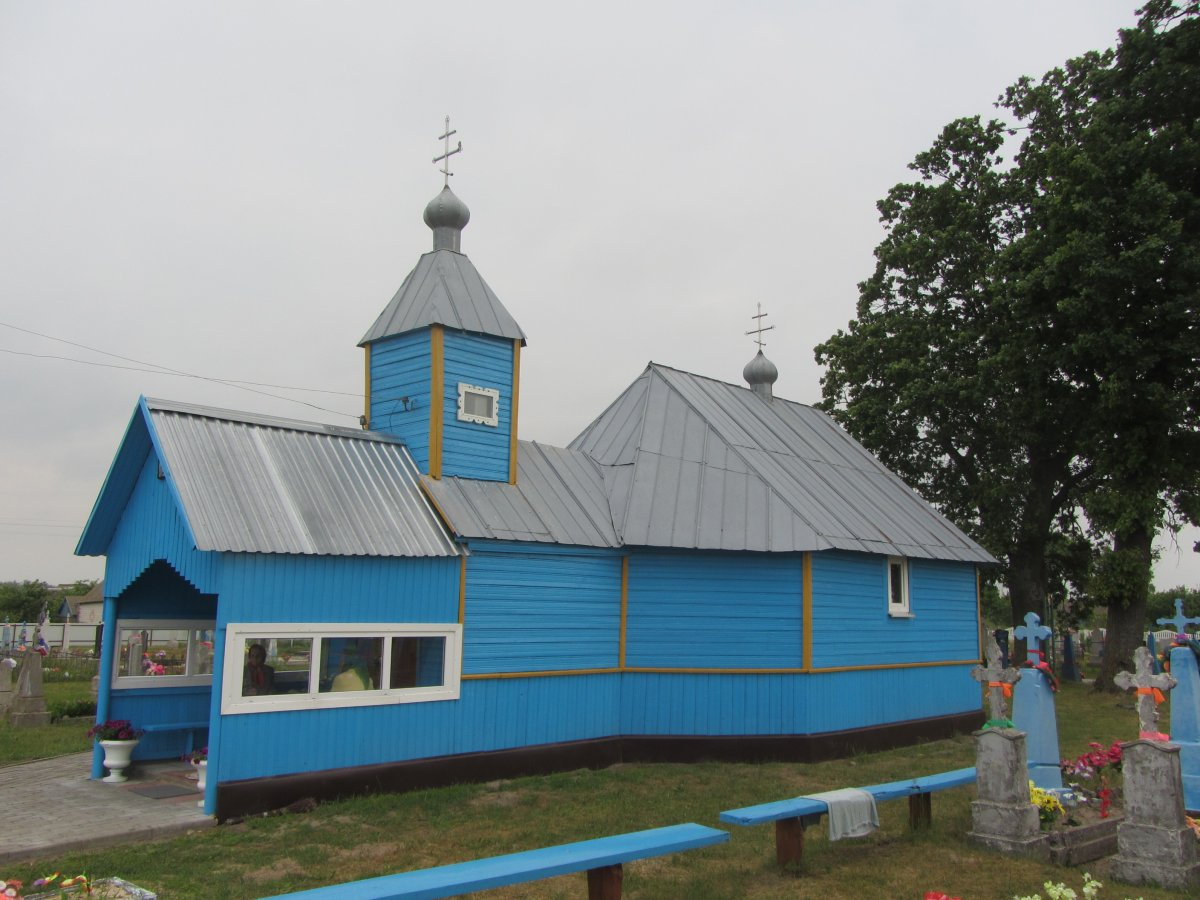
Cerkiew św. Michała Archanioła w Widziborze
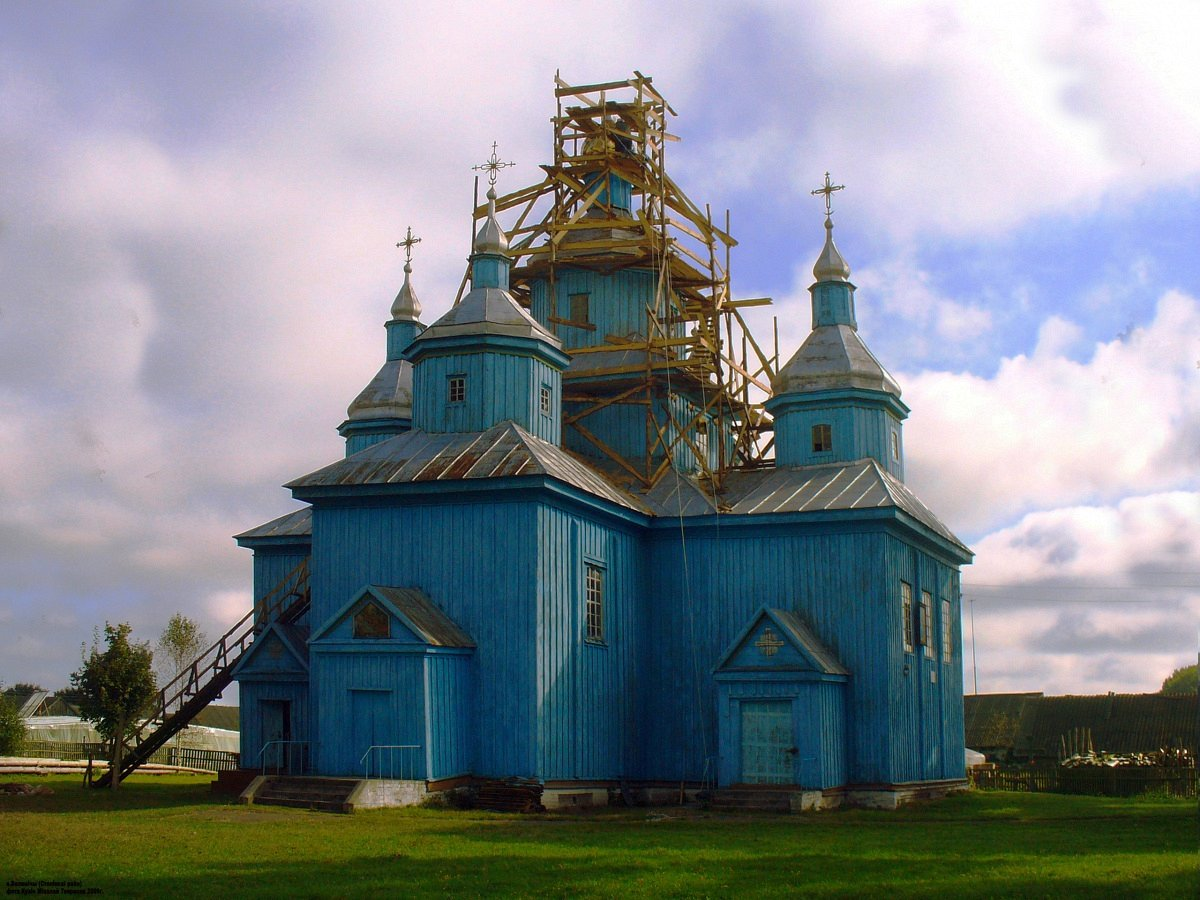
Cerkiew św. Proroka Eliasza w Wielemiczach
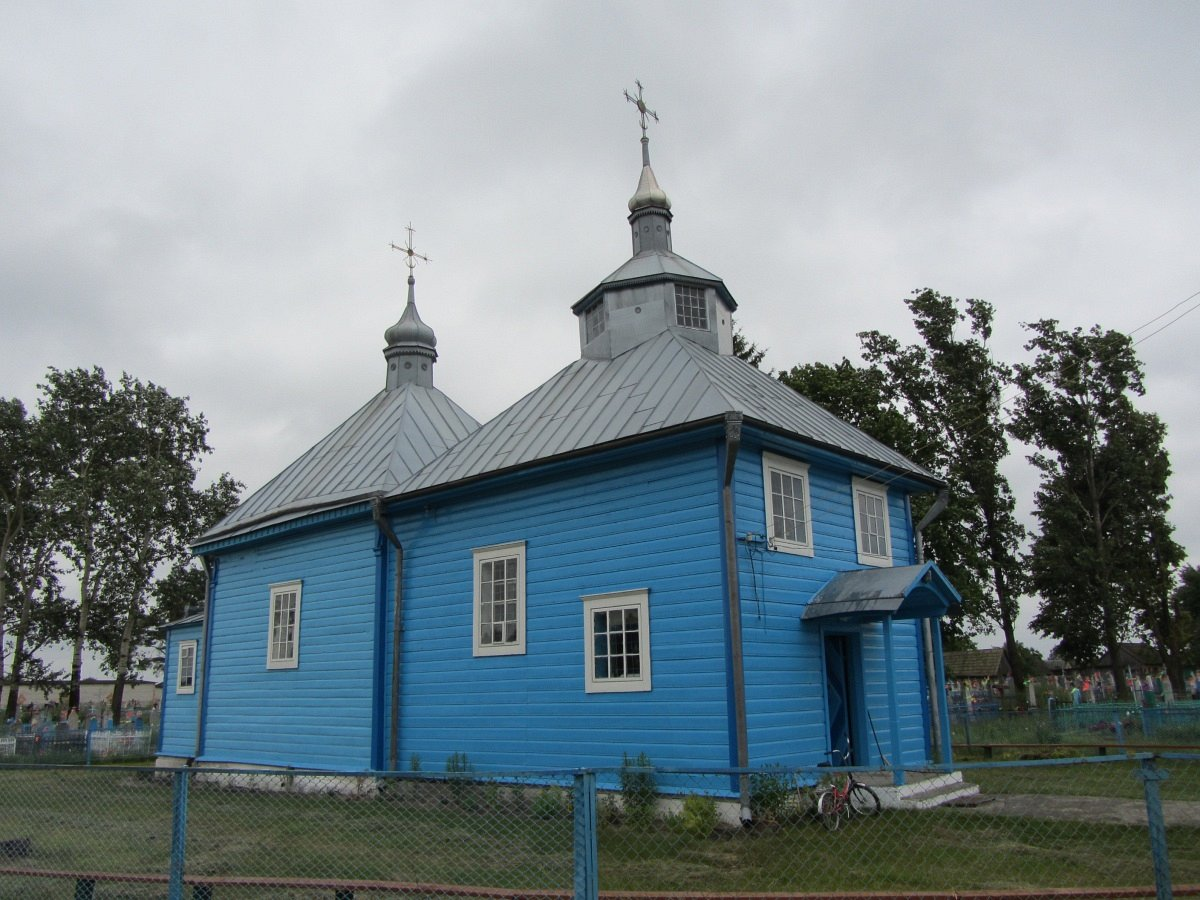
Cerkiew św. Mikołaja Cudotwórcy w Woroniach